# 11. Juni
Der 11. Juni ist der 162. Tag des gregorianischen Kalenders (der 163. in Schaltjahren), somit bleiben 203 Tage bis zum Jahresende.

## Ereignisse

### Politik und Weltgeschehen
- 1042: Durch die Heirat mit Kaiserin Zoe wird Konstantin IX. zum Mitregenten im Byzantinischen Reich.
- 1125: In der Schlacht von Azaz setzt sich ein vereinigtes Heer der Kreuzfahrerstaaten gegen eine größere Streitmacht der Seldschuken durch.
- 1157: Albrecht der Bär erobert die Burg Brandenburg zurück und vertreibt Jacza von Köpenick. Dies gilt als Gründungsdatum der Mark Brandenburg.
- 1345: Der einflussreiche byzantinische Minister Alexios Apokaukos wird bei der Inspektion ohne seine Leibwache eines im Bau befindlichen Gefängnisses von Gefangenen überwältigt und getötet. Sein Tod markiert den Anfang vom Ende des im Byzantinischen Reich herrschenden Bürgerkriegs.

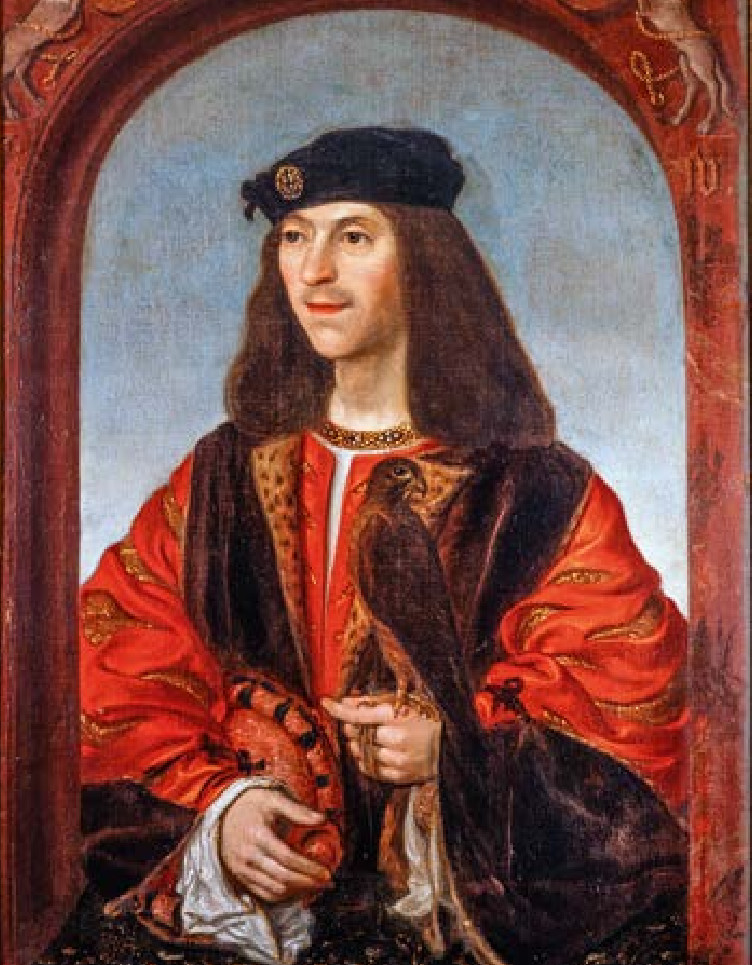
1488: Jakob IV.

- 1488: Jakob IV. wird 15-jährig König von Schottland, nachdem sein unbeliebter Vater Jakob III. im Kampf gegen adlige Rebellen während oder nach der Schlacht bei Sauchieburn getötet worden ist.

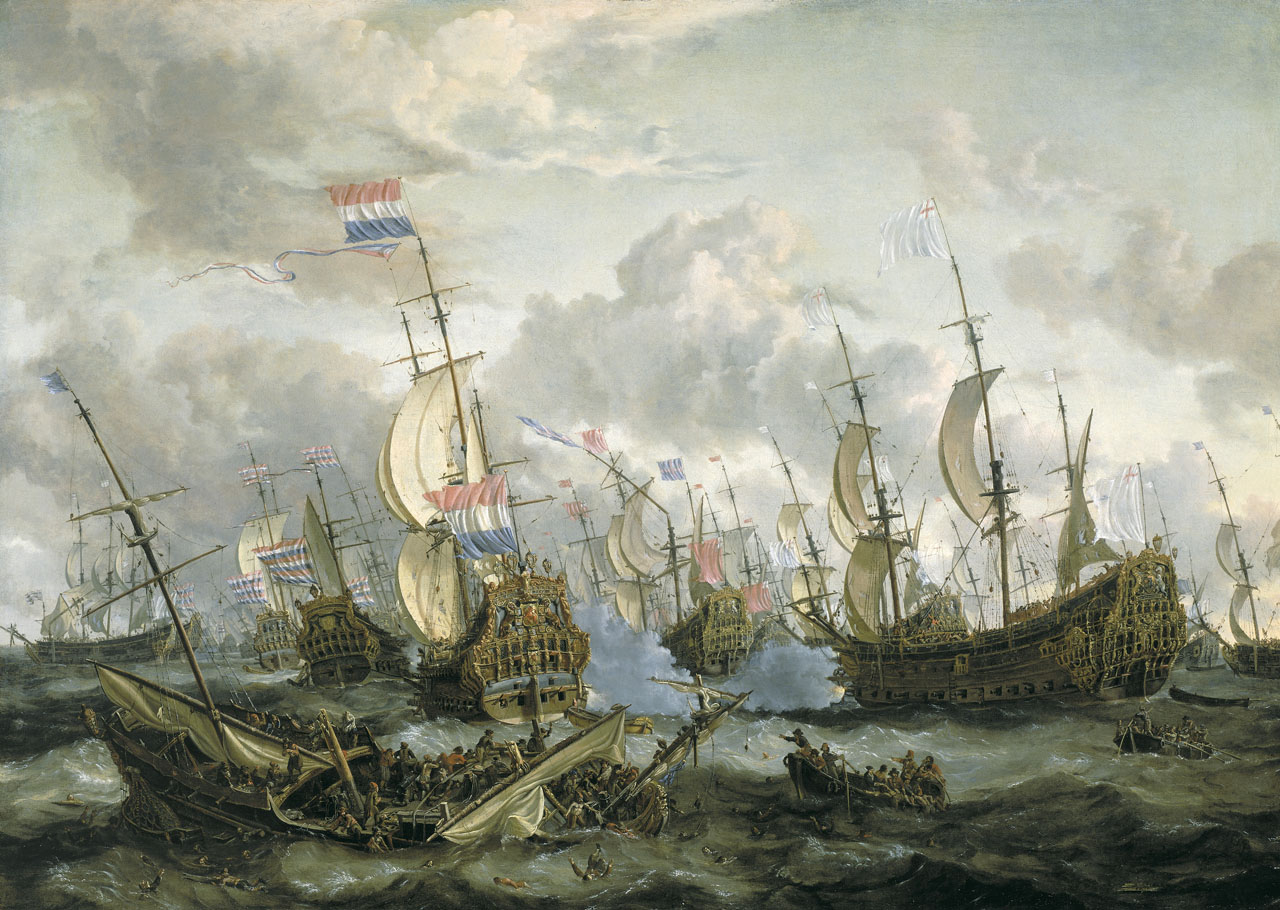
1666: „Seeschlacht der vier Tage“

- 1666: Im Zweiten Englisch-Niederländischen Seekrieg beginnt mit der Viertageschlacht eines der längsten Gefechte der Geschichte.
- 1676: Mit Unterstützung der Niederlande besiegen die Dänen eine schwedische Flotte in der Seeschlacht bei Öland und erringen dadurch die Vorherrschaft in der Ostsee.
- 1742: Auf britische Vermittlung hin schließen Preußen und Österreich den Vorfrieden von Breslau zur Beendigung des Ersten Schlesischen Krieges. Österreich muss den Großteil Schlesiens an Preußen abtreten.

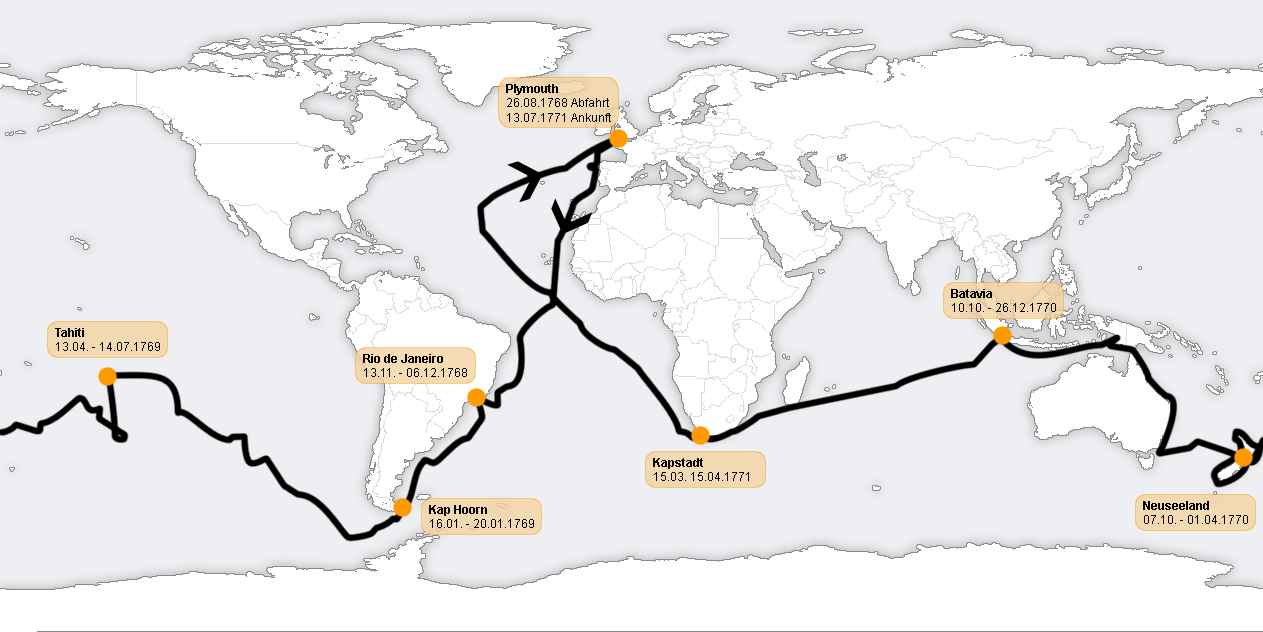
Cooks Route 1768–1771

- 1770: Auf seiner ersten Südseereise läuft James Cook mit seinem Schiff HMS Endeavour beim Cape Tribulation auf Grund. Das so entdeckte Great Barrier Reef hätte beinahe zum Untergang des Schiffes geführt.
- 1775: Der französische König Ludwig XVI. wird in der Kathedrale von Reims gekrönt.
- 1798: Malta kapituliert kampflos gegenüber Napoleon Bonaparte, der sich mit seinen Truppen auf die Ägyptische Expedition begeben hat. Der Malteserorden verlässt in der Folge die Insel und geht nach Russland.
- 1868: Im Osmanischen Reich wird die Hilfsorganisation für verwundete und kranke Soldaten gebildet, aus der später der Türkische Rote Halbmond hervorgeht.
- 1878: Weil der Reichstag nach einem Attentat auf Kaiser Wilhelm I. mehrheitlich ein Verbot der Sozialdemokraten abgelehnt hat, wird er den Bestimmungen der Verfassung gemäß vom Kaiser aufgelöst. Die folgende Reichstagswahl wird für den 30. Juli angesetzt.
- 1898: Auf Anregung des konfuzianischen Gelehrten Kang Youwei kündigt der chinesische Kaiser Guangxu per Dekret Reformen in Erziehungswesen, Wirtschaft und Verwaltung an. Das Vorhaben scheitert jedoch am massiven Widerstand konservativer Kreise um Cixi und führt wenige Monate später zur Entmachtung des Monarchen.

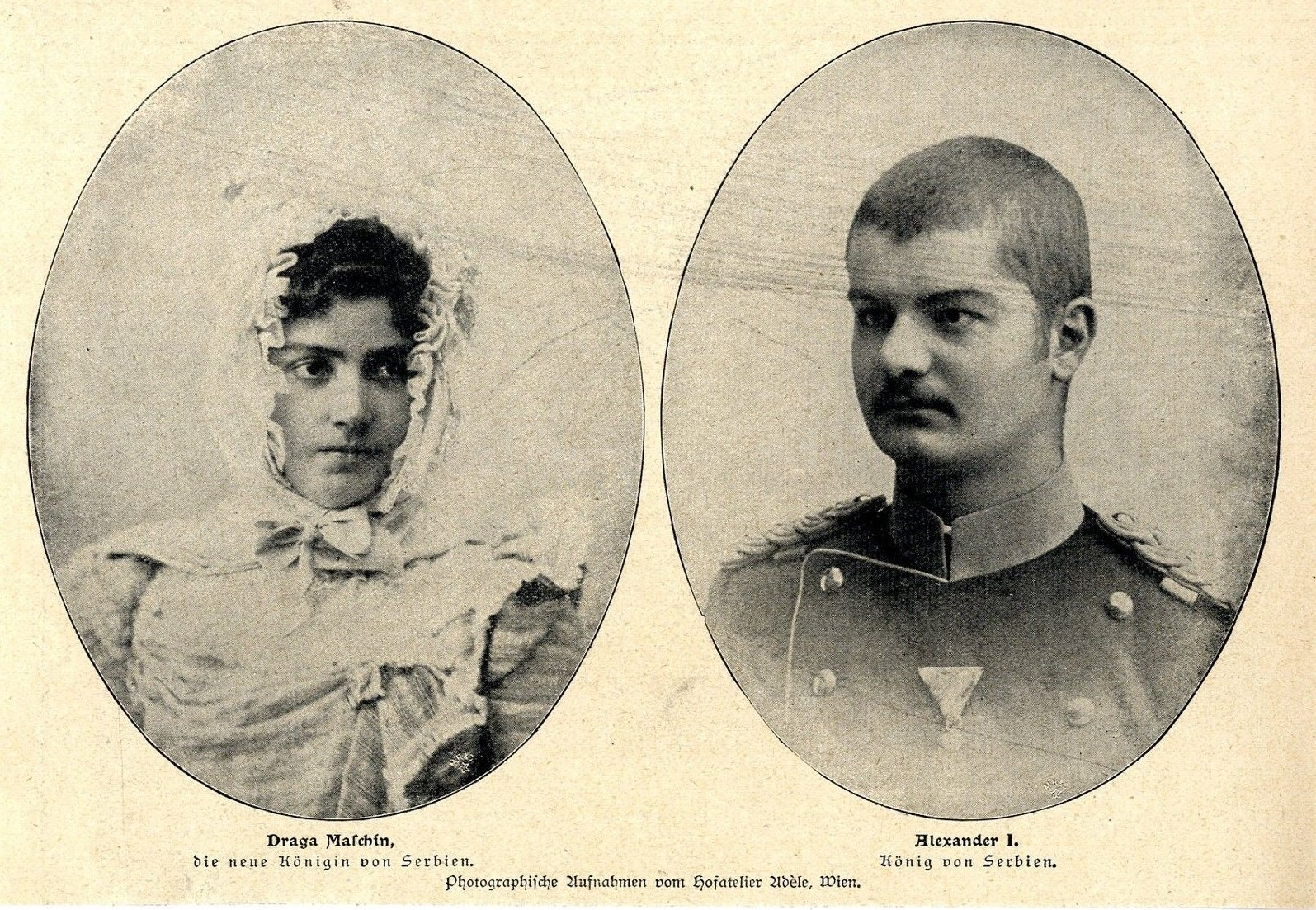
1903: Draga und Aleksandar

- 1903: Das serbische Königspaar Draga und Aleksandar wird von einer Offiziersgruppe im Königspalast in Belgrad ermordet. Das Haus Karađorđević löst im Königreich Serbien das mit dem Attentat ausgestorbene Haus Obrenović ab.
- 1938: Nach einem Befehl des Kuomintang-Führers Chiang Kai-shek kommt es zur vorsätzlich herbeigeführten Überschwemmung dreier chinesischer Provinzen durch den Gelben Fluss. Damit sollen im Zweiten Japanisch-Chinesischen Krieg die in Richtung Wuhan vorrückenden japanischen Truppen aufgehalten werden. Das Sprengen der Deiche ohne Warnung der Zivilbevölkerung kostet nach Schätzungen fast 900.000 Chinesen das Leben, zerstört 4000 Dörfer und mehrere Städte und macht Millionen Menschen obdachlos.
- 1945: Einen Tag nach Zulassung antifaschistischer, demokratischer Parteien und Gewerkschaften durch die Sowjetische Militäradministration in Deutschland in ihrem Machtbereich wird in Berlin die Kommunistische Partei Deutschlands von der Gruppe Ulbricht wieder gegründet, siehe Aufruf der KPD.
- 1955: 17 Tage nach seiner Ernennung tritt Niedersachsens Kultusminister Leonhard Schlüter infolge der wegen seines rechtsextremen Hintergrunds von der Göttinger Universitätsleitung ausgegangenen Proteste zurück.
- 1958: In seinem „Apotheken-Urteil“ formuliert das deutsche Bundesverfassungsgericht die Dreistufentheorie, die konkretisiert, wann die Berufsfreiheit gesetzlich eingeschränkt werden darf.

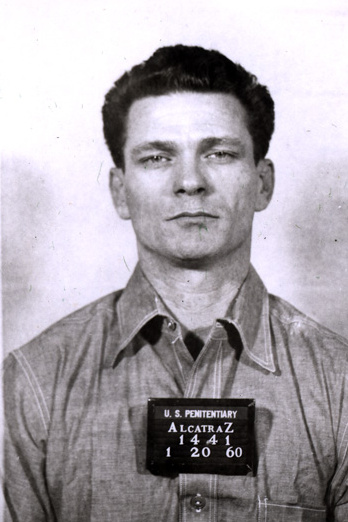
1962: Frank Morris

- 1962: Frank Morris, John und Clarence Anglin gelingt die Flucht aus dem Hochsicherheitsgefängnis Alcatraz. Ob sie überlebt haben, ist ungewiss.

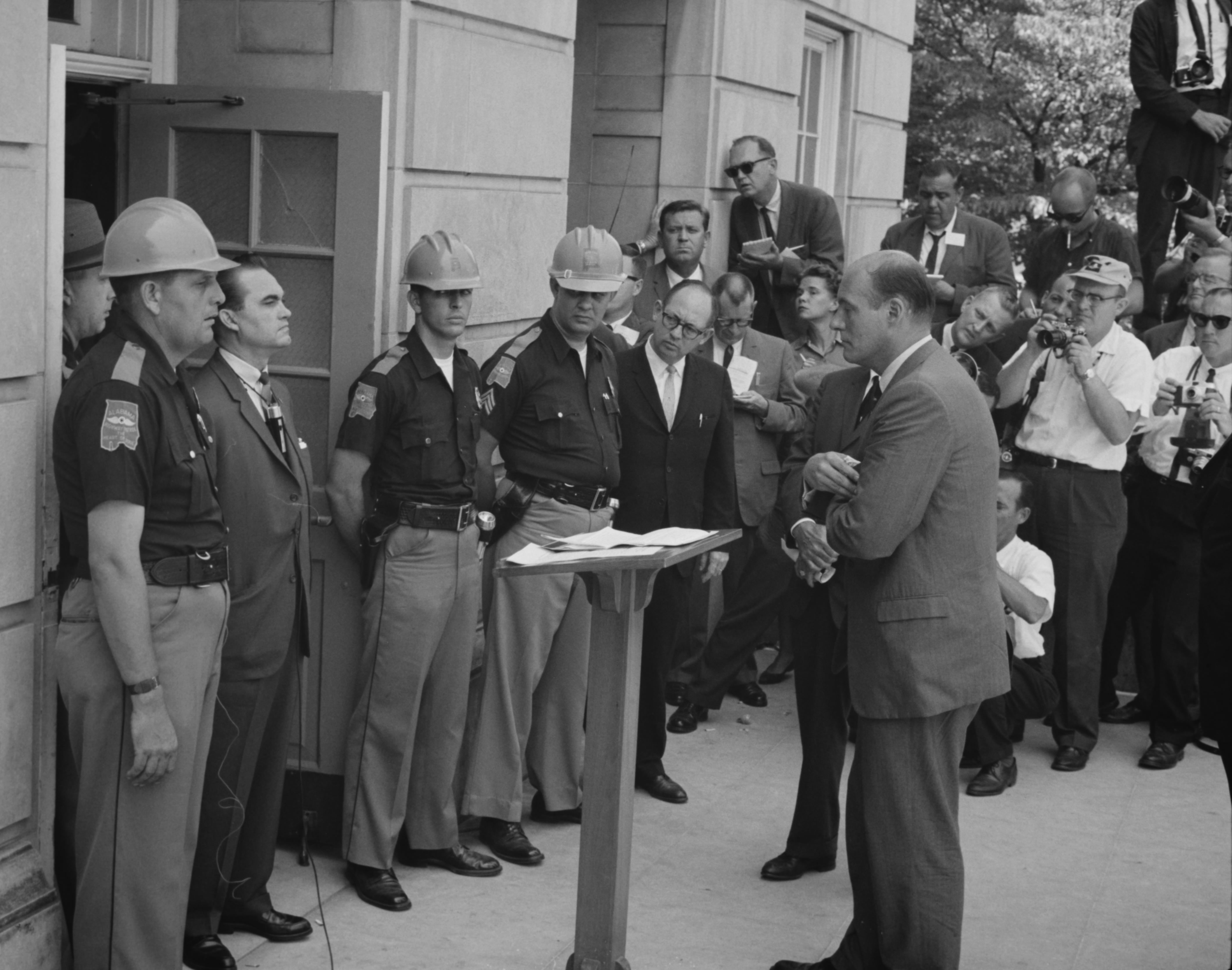
1963: George Wallace und Nicholas Katzenbach vor der University of Alabama

- 1963: Beim Stand in the Schoolhouse Door stellt sich der Gouverneur Alabamas, George Wallace, demonstrativ in die Tür des Foster Auditorium der University of Alabama, um den beiden afroamerikanischen Studierenden Vivian Malone Jones und James Hood den Zugang zu verwehren. Erst nach der Intervention durch den stellvertretenden US-Justizminister Nicholas Katzenbach und Präsident John F. Kennedy und unter Androhung des Einsatzes der Nationalgarde gibt er schließlich den Weg frei.
- 1963: Der vietnamesische Mönch Thích Quảng Đức verbrennt sich in Saigon selbst, um gegen die Unterdrückung der buddhistischen Bevölkerungsmehrheit in seinem Land zu protestieren; das Foto seiner Selbstverbrennung wird zum Pressefoto des Jahres.

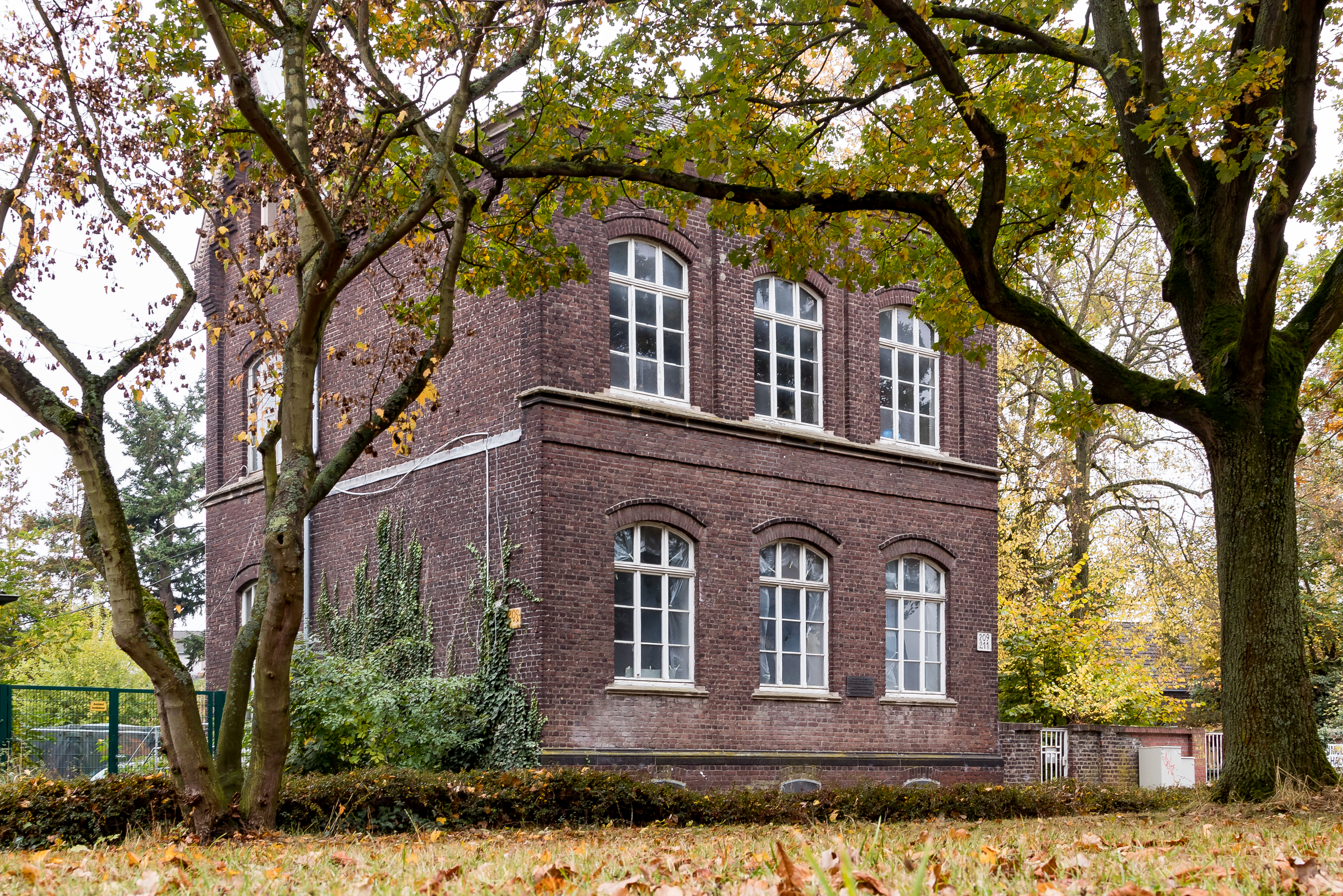
1964: Die Volksschule in Volkhoven

- 1964: An einer Volksschule in Köln-Volkhoven tötet der Frührentner Walter Seifert mit einem selbstgebauten Flammenwerfer und einer Lanze 10 Schüler und Lehrkräfte und verletzt 22 weitere zum Teil schwer. Anschließend tötet er sich selbst. Das Attentat von Volkhoven wird als erster Amoklauf an einer deutschen Schule betrachtet.

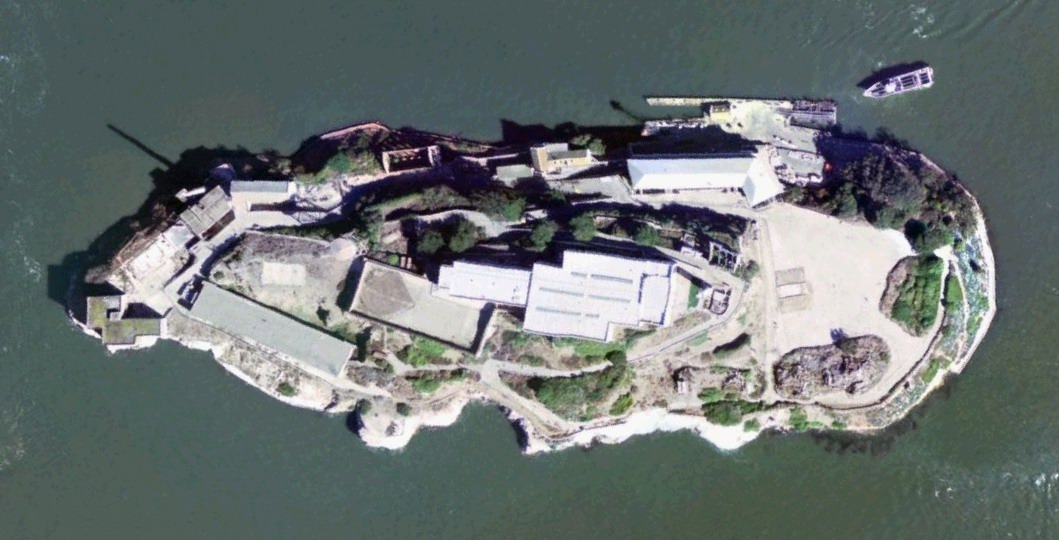
1971: Alcatraz

- 1971: Die vor San Francisco liegende Insel Alcatraz, seit 1½ Jahren von indianischen Aktivisten besetzt, wird endgültig geräumt.
- 1981: Das in der vorgezogenen Neuwahl vom 10. Mai neugewählte Abgeordnetenhaus von Berlin wählt mit Richard von Weizsäcker erstmals einen CDU-Politiker zum Regierenden Bürgermeister West-Berlins.
- 1985: Auf der Glienicker Brücke bei Berlin findet der größte Agentenaustausch der Geschichte statt.
- 1994: Mit Veröffentlichung des Neunundzwanzigsten Strafrechtsänderungsgesetzes im Bundesgesetzblatt tritt in Deutschland der § 175 StGB, der die männliche Homosexualität unter 18 Jahren unter Strafe gestellt hatte, außer Kraft.
- 1996: Beim Bombenanschlag auf die Metro Moskau werden vier Menschen getötet und zwölf verletzt.
- 1999: Zur Vorbereitung eines Unabhängigkeitsreferendums im von Indonesien besetzten Osttimor entsenden die Vereinten Nationen die Mission UNAMET.
- 2001: Timothy McVeigh, wegen des Anschlages auf das Murrah Federal Building in Oklahoma City verurteilt, wird durch Giftspritze hingerichtet.

### Wirtschaft

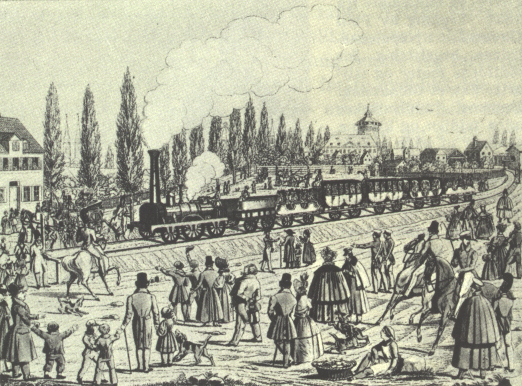
1836: Ludwigseisenbahn

- 1836: Auf der am 7. Dezember des Vorjahres eröffneten Ludwigseisenbahn wird erstmals Frachtgut transportiert. Es handelt sich dabei um zwei Fässer Bier gegen eine Vergütung von sechs Kreuzern pro Fass.
- 1945: Die erste Ausgabe der Oberösterreichischen Nachrichten erscheint.
- 1974: Der Deutsche Bundestag beschließt die Erhöhung der Beamtengehälter um 11 % (rückwirkend ab dem 1. Januar 1974).
- 1982: Die Lesney Products & Co. Ltd. geht bankrott. Das Unternehmen wurde durch seine produzierten Matchbox-Autos weltbekannt und verlegt die Produktion nach dem Konkurs nach Fernost.
- 1991: Die Tageszeitung Der Morgen, in der DDR Zentralorgan der LDPD und 1990 von der Axel Springer AG übernommen, wird eingestellt.
- 2001: In der deutschen Atompolitik wird ein Wandel verbindlich. Die Bundesregierung und vier Betreibergesellschaften von Kernkraftwerken schließen die Übereinkunft zum Ausstieg aus der Kernenergie auf der Basis des Atomkonsenses vom 14. Juni 2000.

### Wissenschaft und Technik

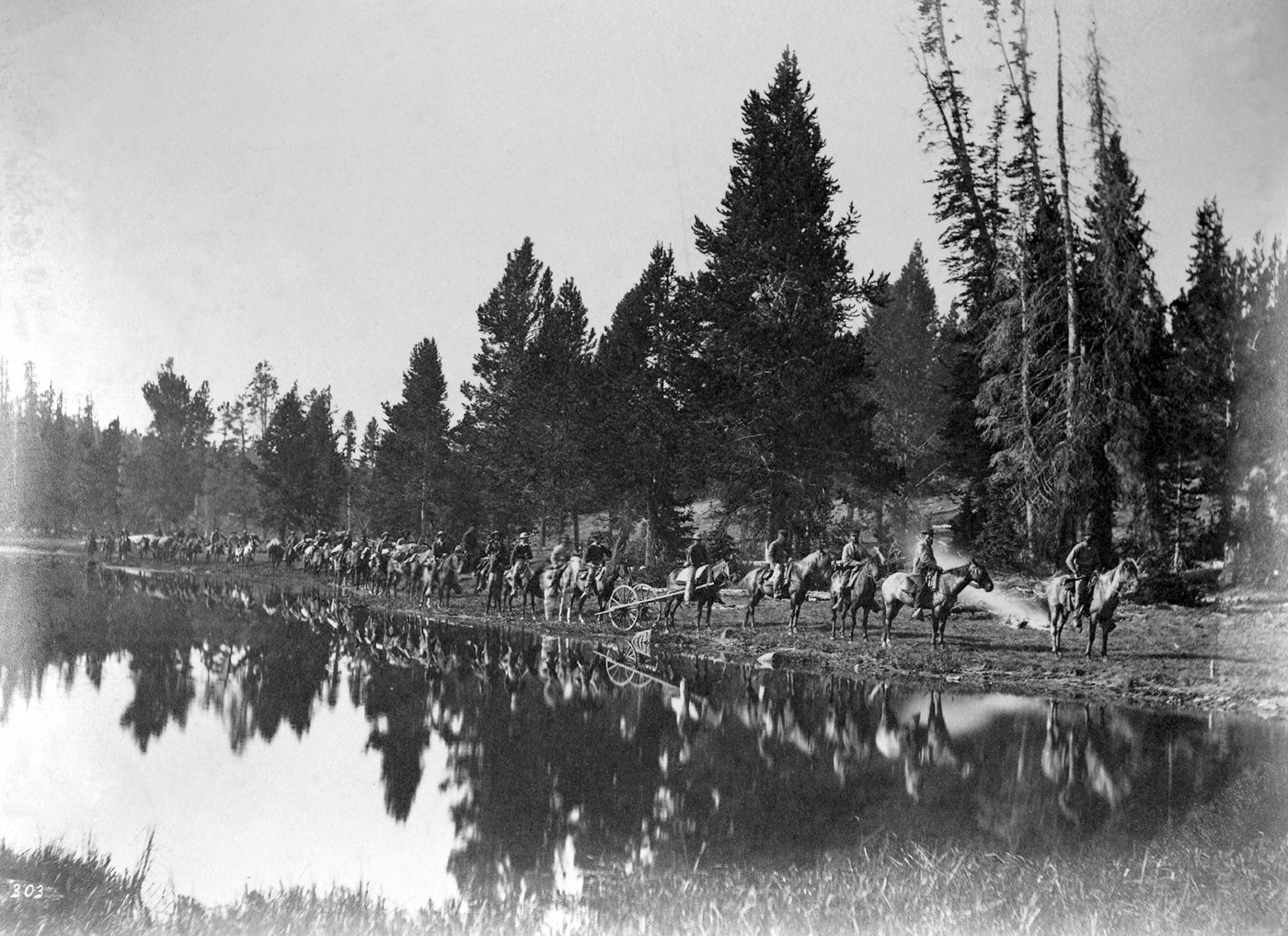
1871: Die Hayden-Expedition

- 1871: Der Geologe Ferdinand Vandeveer Hayden startet mit 34 Männern und 7 Wagen von Ogden, Utah, aus zu seiner Hayden-Expedition, die ihn in das Yellowstone-Gebiet führt. Sein Bericht führt am 1. März des folgenden Jahres zur Gründung des Yellowstone-Nationalparks.
- 1928: Fritz Stamer führt den ersten bemannten Raketenflug durch. Das mit Feststoffraketen ausgerüstete Segelflugzeug vom Typ Lippisch-Ente wird noch mit einem Gummiseil gestartet.
- 1973: Wissenschaftler der University of Delaware feiern die Fertigstellung von Solar One, dem ersten durch Sonnenenergie versorgten Haus der Welt.
- 1985: Die sowjetische Raumsonde Vega 1 passiert den Planeten Venus und setzt in dessen Atmosphäre eine Landesonde, sowie einen Forschungsballon ab.

### Kultur
- 1854: Das Lied Die Wacht am Rhein von Max Schneckenburger wird mit der Musik von Carl Wilhelm anlässlich der Silberhochzeit des preußischen Prinzen Wilhelm, des späteren Kaisers Wilhelm I., uraufgeführt.

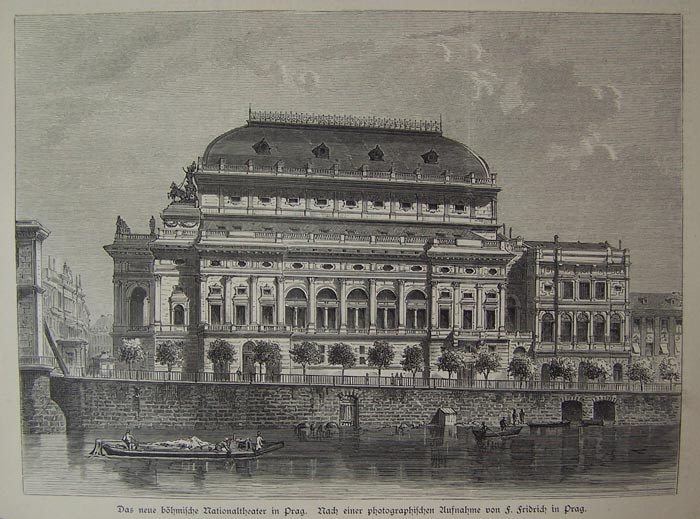
1881: Prager Nationaltheater

- 1881: Mit der Uraufführung von Bedřich Smetanas Oper Libuše wird das Prager Nationaltheater eröffnet. Das Libretto stammt von Josef Wenzig in der tschechischen Übersetzung von Ervín Špindler und beruht auf der vermutlich von Václav Hanka gefälschten Königinhofer Handschrift.
- 1914: Die Uraufführung der Oper Don Juans letztes Abenteuer von Paul Graener findet in Leipzig statt.
- 1919: Der deutsche Lyriker Rainer Maria Rilke lässt sich in der Schweiz nieder, wo er seine Schaffenskrise überwindet.
- 1936: In London beginnt die Kunstausstellung International Surrealist Exhibition, die dem britischen Publikum Werke des Surrealismus präsentiert. 64 Künstler aus 14 Ländern zeigen ihre Arbeiten. Die Ausstellung wird von André Breton eröffnet.
- 1960: Die Oper A Midsummer Night’s Dream, eine Auftragskomposition von Benjamin Britten, wird beim Aldeburgh Festival uraufgeführt.

1982: Logo für E.T.

- 1982: In den Vereinigten Staaten kommt Steven Spielbergs Film E.T. – Der Außerirdische in die Filmtheater.
- 1988: Im Londoner Wembley-Stadion findet das Nelson Mandela 70th Birthday Tribute Concert statt; Mitwirkende sind u. a. Peter Gabriel, Tracy Chapman, die Eurythmics, Stevie Wonder und Simple Minds.
- 1993: In den USA startet Steven Spielbergs Kinofilm Jurassic Park.
- 2015: Der US-amerikanische Science Fiction-Film Jurassic World startet in den deutschen Kinos. Exakt 22 Jahre nach dem ersten Film dieser Reihe.

### Gesellschaft

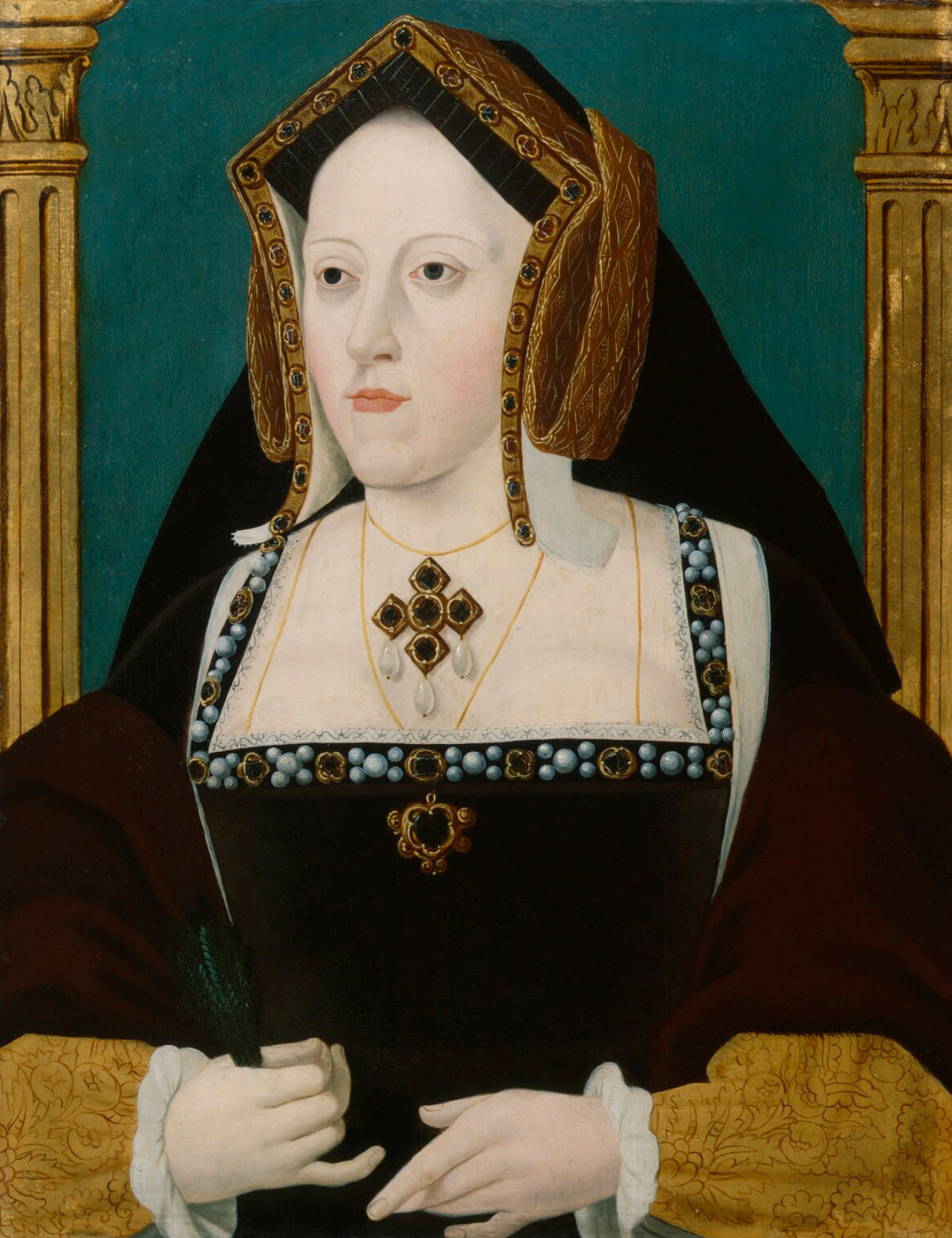
1509: Katharina von Aragon

- 1509: Der englische König Heinrich VIII. heiratet Katharina von Aragon, die Witwe seines älteren Bruders Arthur, nach Erteilung einer päpstlichen Dispens.

### Religion
- 1975: In Frankfurt am Main beginnt der 16. Deutsche Evangelische Kirchentag. Er steht unter dem Motto „In Ängsten – und siehe wir leben.“
- 1997: Ein Konkordat wird zwischen dem Heiligen Stuhl und Thüringen geschlossen.

### Katastrophen
- 1641: Caracas wird von einem Erdbeben in Mitleidenschaft gezogen, das etwa 200 Tote verursacht. Es ist das erste bekannte Ereignis dieser Art seit Gründung der Stadt.
- 1981: Ein Erdbeben der Stärke 6,7 im Iran fordert ca. 3000 Todesopfer.

Kleinere Unglücksfälle sind in den Unterartikeln von Katastrophe und in der Liste von Katastrophen aufgeführt.

### Sport
- 1911: Die Young Boys Bern gewinnen zum dritten Mal in Folge die Schweizer Fussballmeisterschaft.
- 1933: Fortuna Düsseldorf besiegt im Endspiel um die Deutsche Fußballmeisterschaft 1932/33 den FC Schalke 04 mit 3:0. Es ist für Fortuna Düsseldorf der bisher einzige Meistertitel.

Graphik des Le-Mans-Unfalls von 1955

- 1955: Mike Hawthorn löst beim 24-Stunden-Rennen von Le Mans den verheerendsten Unfall in der Geschichte des Motorsports aus. Der Fahrer Pierre Levegh und 83 Zuschauer kommen dabei ums Leben. Die Rennleitung bricht das Rennen jedoch nicht ab, das von Hawthorn gewonnen wird. Nach dem Unfall werden Motorsport-Veranstaltungen in Frankreich, der Bundesrepublik Deutschland und der Schweiz abgesagt oder verboten. In der Schweiz besteht bis heute ein Motorsport-Verbot auf Rundstreckenrennen.
- 1982: Im Caesars Palace von Las Vegas verteidigt Larry Holmes seinen Boxweltmeistertitel im Schwergewicht gegen Gerry Cooney durch technischen K. o.
- 1983: Im Müngersdorfer Stadion gewinnt der 1. FC Köln das bislang einzige Stadtderby im Finale des DFB-Pokals gegen den damaligen Zweitligisten SC Fortuna Köln mit 1:0.
- 2005: Schwergewichtsboxer Mike Tyson beendet seine Karriere nach einer Niederlage durch technischen K. o. in der sechsten Runde gegen Kevin McBride.
- 2005: Die Amsterdam Admirals gewinnen den World Bowl XIII im American Football gegen den Titelverteidiger Berlin Thunder mit 27:21.

2010: Logo der Fußball-WM

- 2010: Mit dem 1:1 im Eröffnungsspiel zwischen Südafrika und Mexiko beginnt die Fußball-Weltmeisterschaft 2010 in der Republik Südafrika.
- 2012: Der Spanier Rafael Nadal gewinnt als erster Tennisspieler zum siebten Mal das Herren-Finale der French Open in Paris.
- 2012: Die Los Angeles Kings gewinnen nach einem 6:1-Sieg gegen die New Jersey Devils zum ersten Mal den Stanley Cup.
- 2017: Rafael Nadal gewinnt die French Open zum zehnten Mal in seiner Karriere. Im Finale besiegt er Stan Wawrinka in 3 Sätzen.

Einträge von Leichtathletik-Weltrekorden befinden sich unter der jeweiligen Disziplin unter Leichtathletik.
Einträge zu Fußballweltmeisterschaftsspielen finden sich in den Unterseiten von Fußball-Weltmeisterschaft. Das Gleiche gilt für Fußball-Europameisterschaften.

## Geboren

### Vor dem 18. Jahrhundert
- 1323: Heinrich I., erster Graf von Nassau-Beilstein
- 1403: Johann IV., Herzog von Brabant, Lothier und Limburg, Graf von Hennegau, Holland und Zeeland
- 1456: Anne Neville, Queen Consort von England

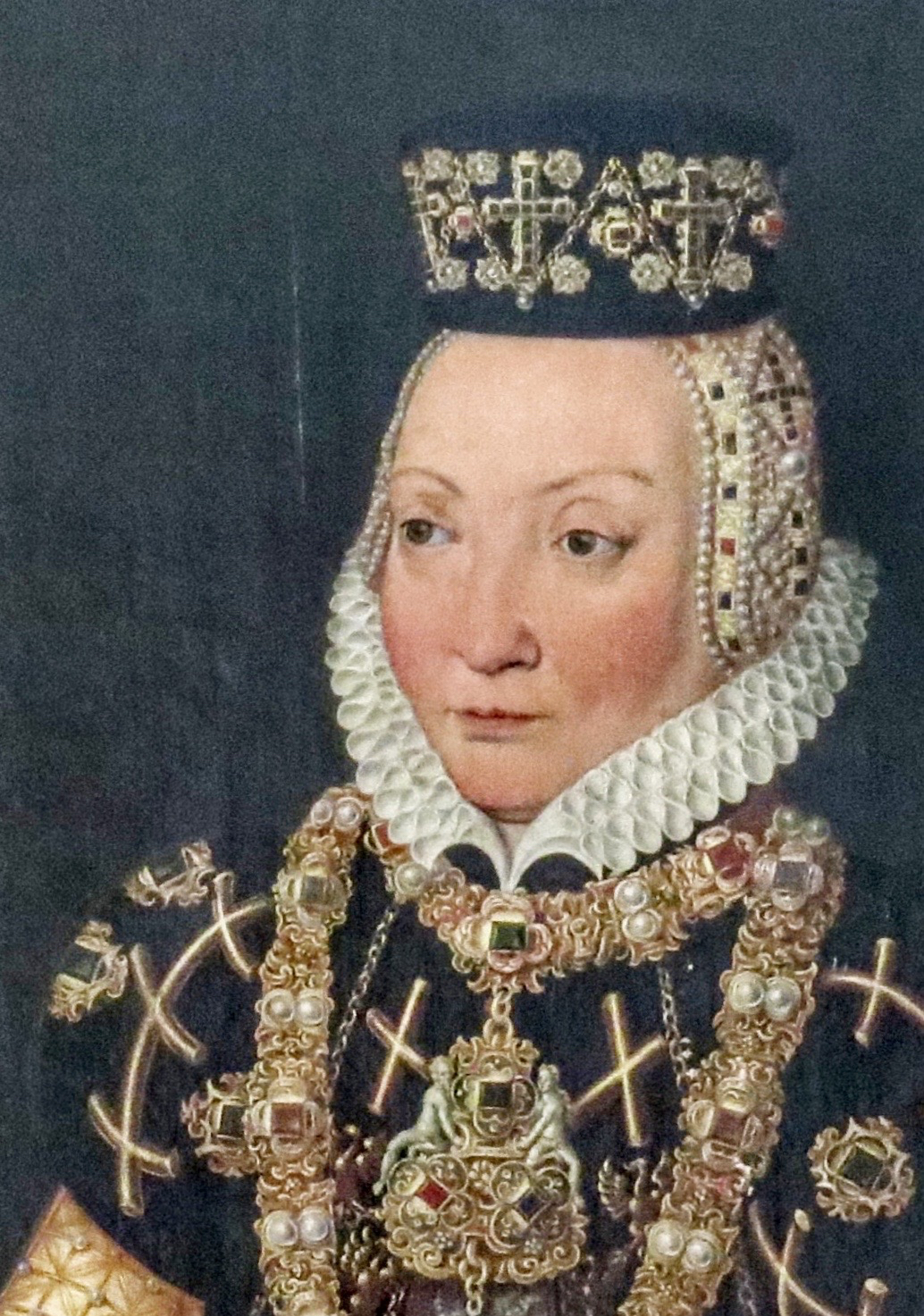
Anna Sophie von Preußen (* 1527)

- 1527: Anna Sophie, Prinzessin von Preußen und Herzogin zu Mecklenburg
- 1555: Ludovico Zacconi, italienischer Musiktheoretiker
- 1564: Joseph Heintz der Ältere, Schweizer Maler

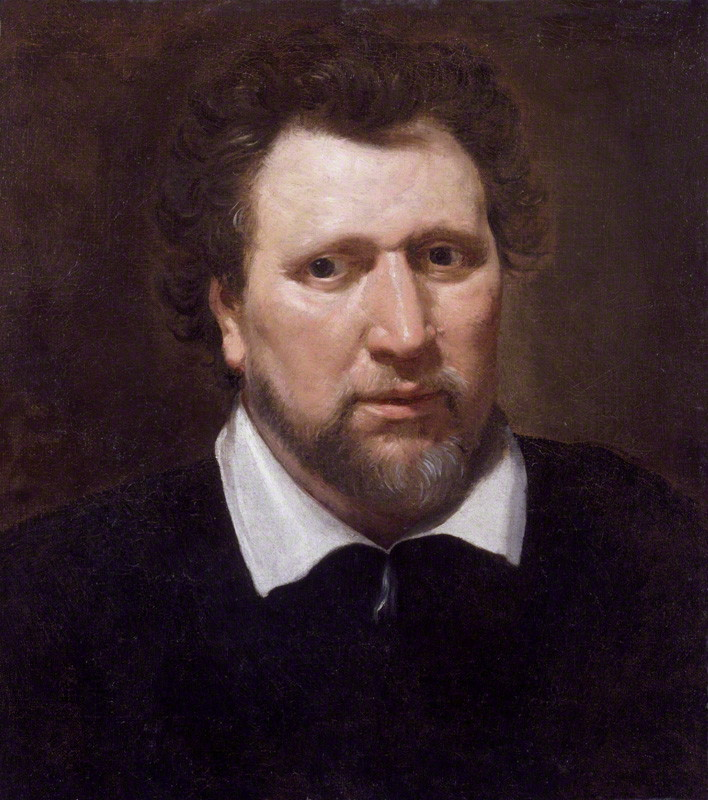
Ben Jonson (* 1572)

- 1572: Ben Jonson, englischer Bühnenautor und Dichter
- 1579: Jan Cornelisz Geelvinck, Amsterdamer Großhändler und Regent
- 1585: Evert Horn, schwedischer Feldmarschall
- 1588: George Wither, englischer Dichter
- 1600: Johann Botsack, deutscher Theologe
- 1618: Johann Franck, deutscher Jurist und Kirchenliederdichter
- 1624: Jean-Baptiste Du Hamel, französischer Philosoph und Theologe
- 1633: Georg Götze, deutscher lutherischer Theologe
- 1645: Johann Heinrich Horb, deutscher Theologe
- 1653: Matthias Klotz, deutscher Geigenbauer
- 1659: Yamamoto Tsunetomo, japanischer Samurai und Autor
- 1662: Tokugawa Ienobu, fünfter Shogun des Tokugawa-Shogunats in Japan
- 1668: Georg Serpilius, evangelischer Theologe und Lieddichter
- 1672: Francesco Antonio Bonporti, italienischer Priester und Komponist
- 1673: Johann Melchior Kraft, deutscher Theologe
- 1682: Georg Heinrich Bose, Leipziger Handelsherr
- 1697: Francesco Antonio Vallotti, italienischer Komponist, Musiktheoretiker und Organist

### 18. Jahrhundert
- 1704: Carlos Seixas, portugiesischer Komponist und Cembalist
- 1709: Joachim Martin Falbe, deutscher Bildhauer, Radierer und Zeichner
- 1713: Johann Wolfgang Hammann, deutscher Unternehmer
- 1716: Otto von Münchhausen, deutscher Botaniker
- 1722: Andreas Weiß (Orgelbauer, 1722), deutscher Orgelbauer

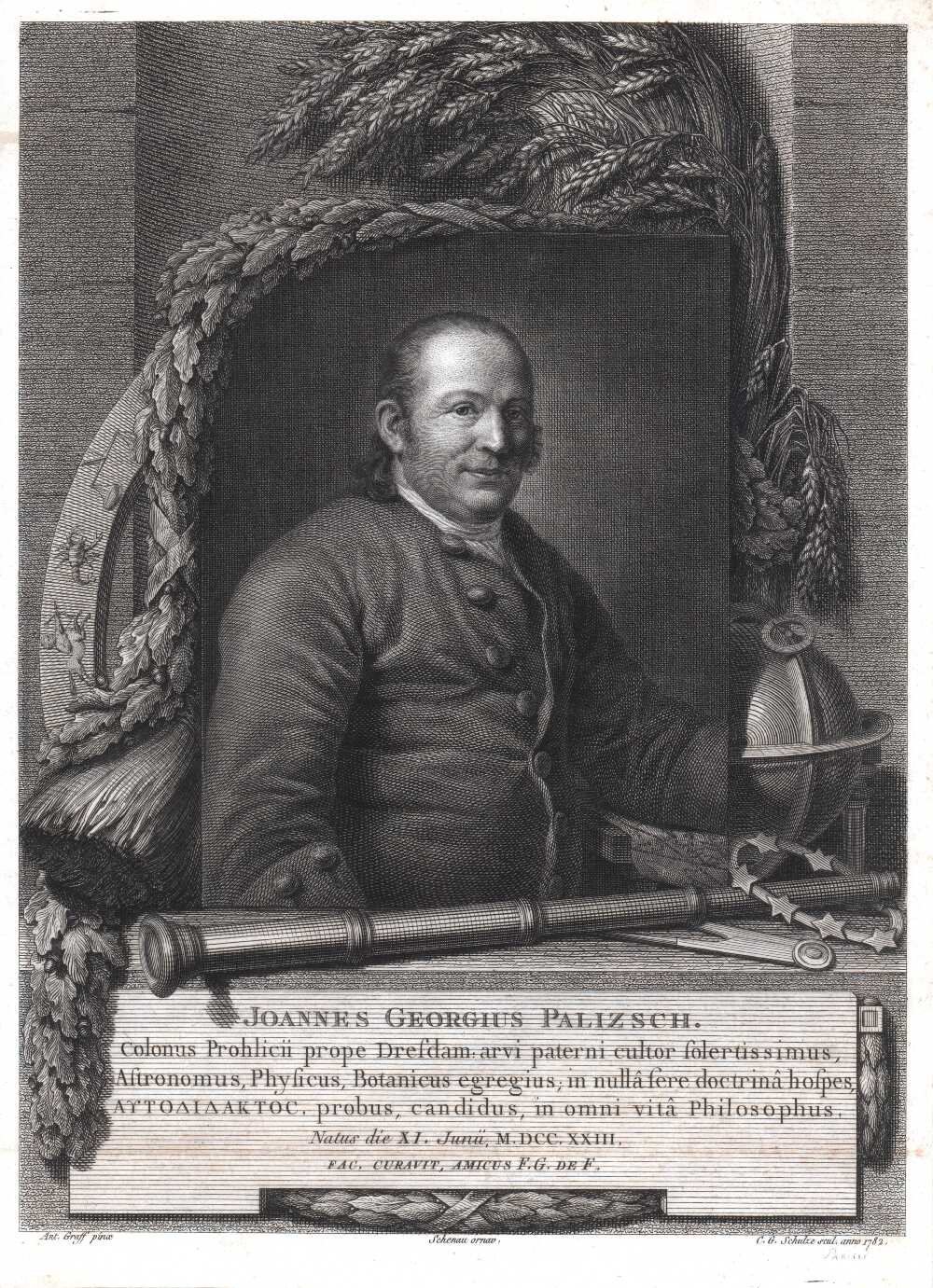
Johann Georg Palitzsch (* 1723)

- 1723: Johann Georg Palitzsch, sächsischer Bauernastronom
- 1726: Maria Theresia Rafaela von Spanien, Dauphine von Frankreich
- 1734 (getauft): Josef Kohaut, österreichischer Komponist
- 1739: Johann Friedrich Schultz, deutscher evangelischer Theologe, Mathematiker und Philosoph
- 1745: David Brearley, US-amerikanischer Jurist und Politiker

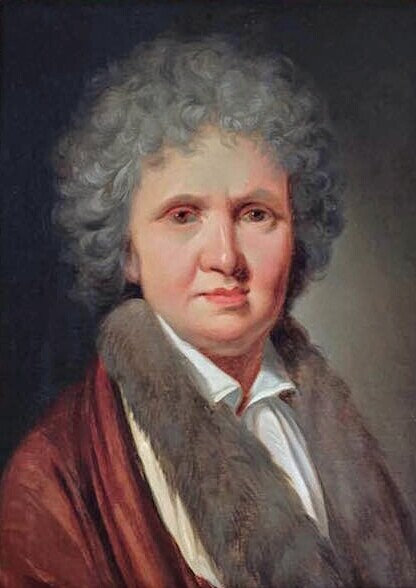
Louise-Élisabeth de Croÿ de Tourzel (* 1749)

- 1749: Louise-Élisabeth de Croÿ de Tourzel, Ehrendame von Marie-Antoinette und Gouvernante der königlichen Kinder
- 1752: Daniel Erhard Günther, deutscher Mediziner und Hochschullehrer
- 1754: Anton Anreith, deutscher Bildhauer
- 1760: Maria Cosway, englisch-italienische Malerin
- 1776: John Constable, britischer Landschaftsmaler
- 1779: Bernhard von Lindenau, deutscher Astronom, sächsischer Minister und Kunstsammler
- 1791: Paul Partsch, österreichischer Geologe und Mineraloge
- 1796: François-Louis Cailler, Schweizer Schokoladenpionier, Gründer von Cailler
- 1799: Ludwig Pernice, deutscher Rechtsgelehrter

### 19. Jahrhundert

#### 1801–1850
- 1806: Julius Köbner, deutscher Geistlicher dänischer Herkunft, Mitbegründer der deutschen, dänischen und niederländischen Baptistenkirche
- 1811: Ferdinand Gottlieb Flechtner, deutscher Textilfabrikant
- 1814: Alexis Roger, französischer Komponist

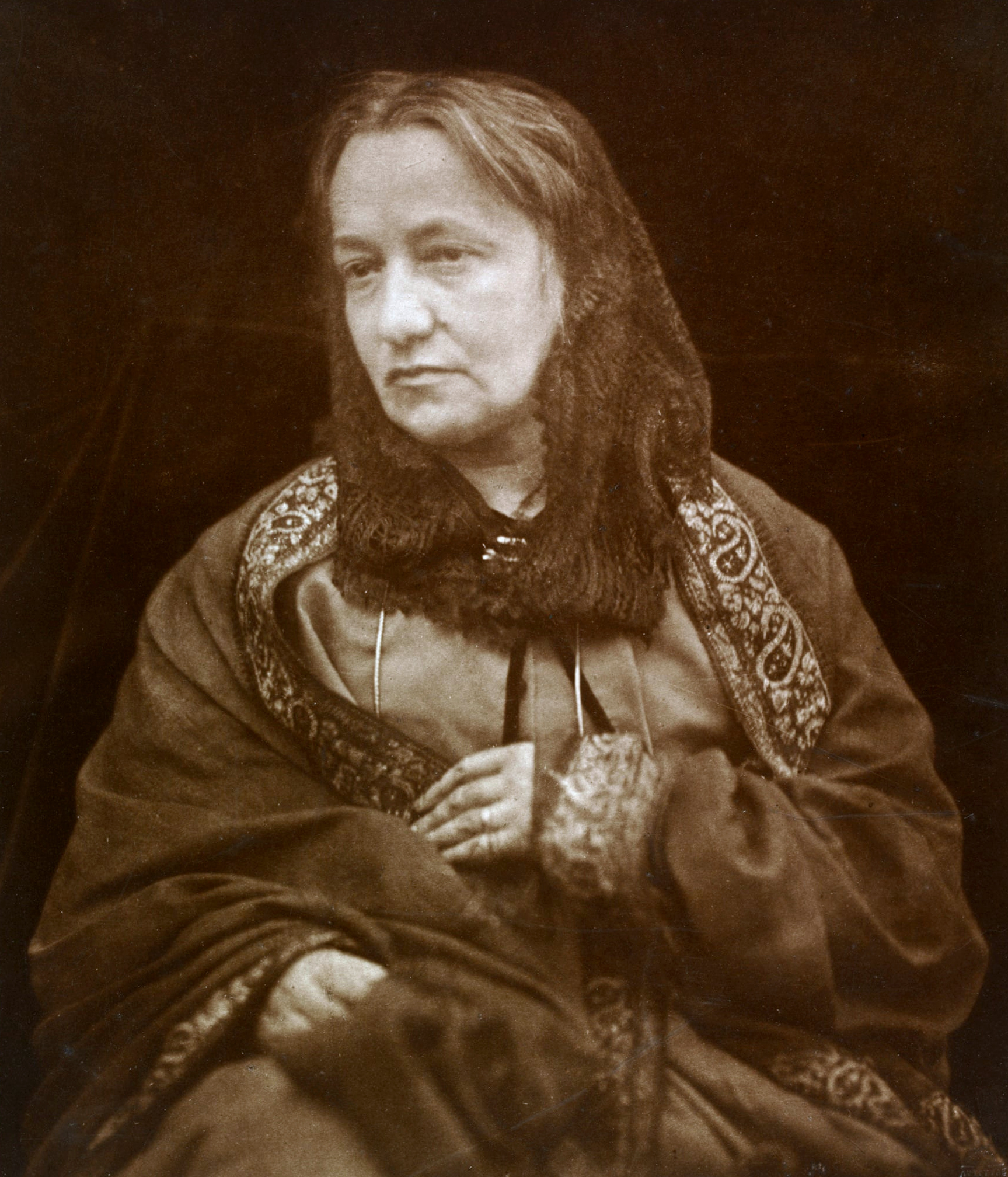
Julia Margaret Cameron (* 1815)

- 1815: Julia Margaret Cameron, britische Fotografin
- 1815: Arnold Hirsch, böhmisch-österreichischer Arzt und Schriftsteller
- 1818: Alexander Bain, schottischer Philosoph, Psychologe und Pädagoge
- 1824: Eugen von Regenauer, badischer Fiskaljurist
- 1831: Carl von Arnim, deutscher Jurist und Verwaltungsbeamter, Polizeipräsident von Magdeburg, Regierungspräsident von Stralsund
- 1832: Augustus Hill Garland, US-amerikanischer Jurist und Politiker, Mitglied des Konföderiertenkongresses, Senator, Gouverneur von Arkansas, Minister
- 1832: Christian Nikolaus Schnittger, deutscher Maler, Zeichner und Fotograf
- 1832: Jules Vallès, französischer Journalist, Schriftsteller, Publizist und Revolutionär
- 1833ː Yajima Kajiko, japanische Christin und Erzieherin
- 1834: Johann Bauschinger, deutscher Mathematiker und Bautechniker
- 1838: Marià Fortuny, spanischer Maler
- 1841: William B. Shattuc, US-amerikanischer Politiker, Mitglied des Repräsentantenhauses
- 1842: Carl von Linde, deutscher Ingenieur und Erfinder, Gründer der Linde AG
- 1843: Francisco Joaquim Ferreira do Amaral, portugiesischer Militär und Politiker, Gouverneur von Angola und Portugiesisch-Indien, Minister, Premierminister
- 1845ː Bertha Schrader, deutsche Malerin, Grafikerin und Lithografin
- 1846: Karl Wegener, deutscher Eisenbahn-Ingenieur, Baumeister, Architekt und Unternehmer sowie Vereins- und Verbandsfunktionär
- 1847: Millicent Garrett Fawcett, britische Frauenrechtlerin
- 1850: Abraham Adler, deutscher Volkswirt

#### 1851–1900

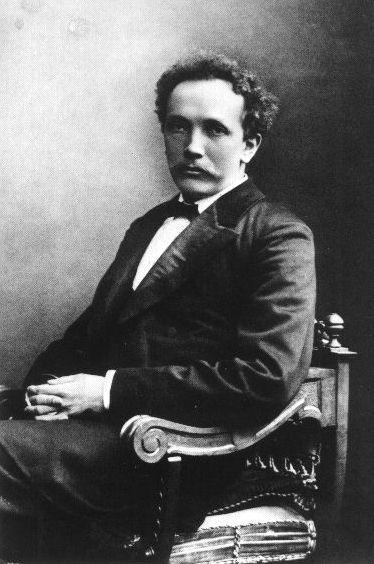
Richard Strauss (* 1864)

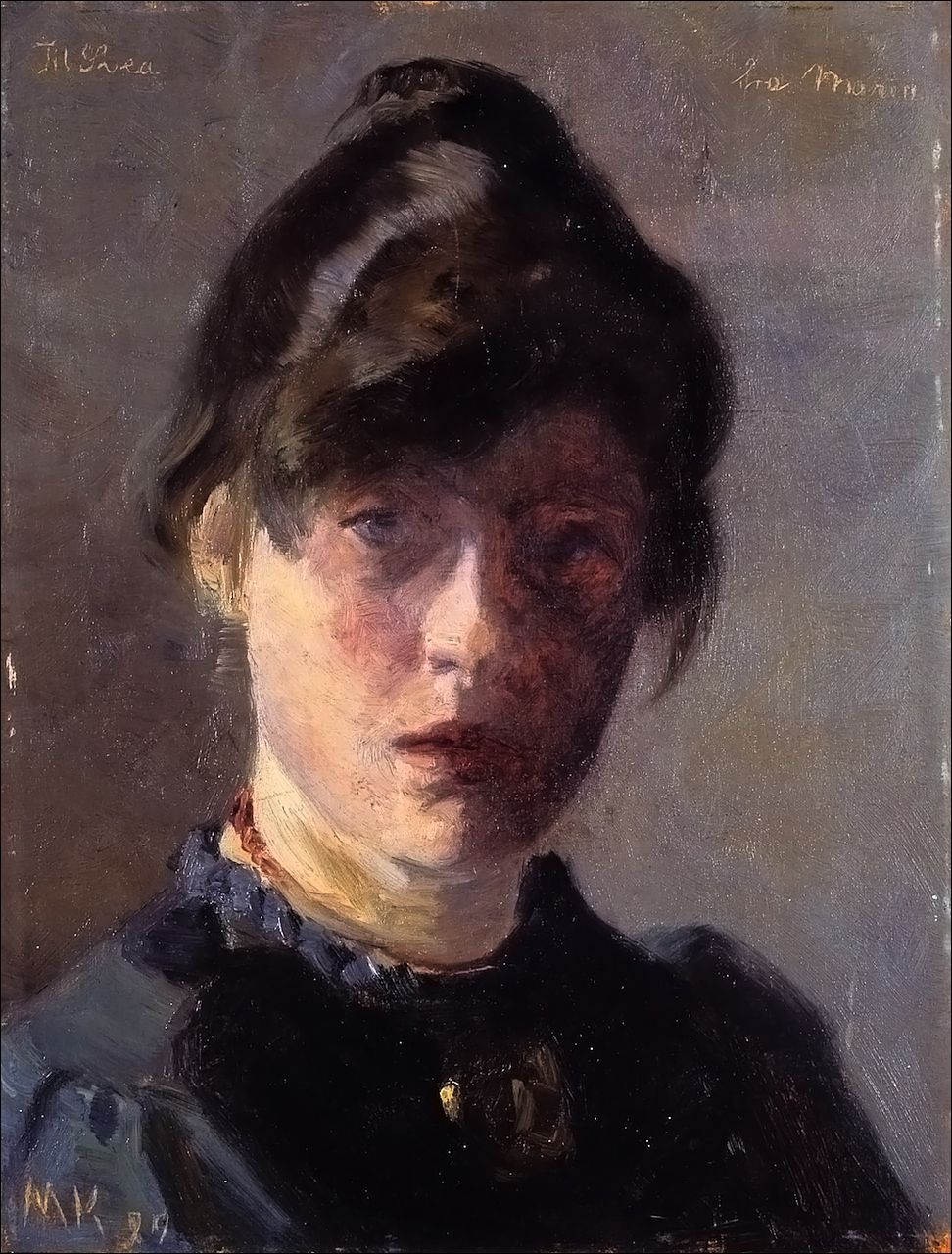
Marie Krøyers (* 1867)

- 1851: Oscar Borg, norwegischer Komponist, Dirigent, Organist und Flötist
- 1851: Theodor von Scheve, deutscher Schachmeister
- 1853: Samuel Rousseau, französischer Komponist
- 1854: Alfred Müller, deutscher Ethnologe, Autor und Realschuldirektor
- 1855: Georg August Zenker, deutscher Gärtner, Botaniker und Zoologe
- 1858: Margarethe Quidde, deutsche Musikerin und Schriftstellerin
- 1859: Johannes Oscar Schubert, deutscher Mathematiker, Physiker, Geodät und Meteorologe
- 1860: Oda Krohg, norwegische Malerin
- 1864: Richard Strauss, deutscher Komponist und Dirigent
- 1865: Johnny Madden, schottischer Fußballspieler und -trainer
- 1867: Charles Fabry, französischer Physiker
- 1867: René Hanriot, französischer Automobilrennfahrer und Flugpionier
- 1867: Marie Krøyer, dänische Malerin und Architektin
- 1868: Bert Bailey, australischer Schauspieler, Autor und Theaterimpresario
- 1874: Richard Stöhr, österreichischer Musiktheoretiker und Komponist
- 1875: George Herbert Walker, US-amerikanischer Bankier
- 1877: Clara Grunwald, deutsche Montessori-Lehrerin, Opfer der Shoa
- 1878: Herbert Kund, deutscher Offizier und Afrikareisender
- 1879: Joseph Friedrich Abert, deutscher Historiker und Archivar
- 1879: Julia Claussen, schwedische Sängerin und Musikpädagogin
- 1880: Willem Janssen, niederländischer Fußballspieler
- 1880: Ferdinand Rebay, österreichischer Komponist, Pianist, Chorleiter und Pädagoge
- 1882: Otto Bühler, deutscher Verwaltungsjurist und Landrat
- 1882: Alvin Langdon Coburn, US-amerikanischer Fotograf
- 1882: Géza de Kresz, österreich-ungarisch-kanadischer Geiger, Musikpädagoge und Komponist
- 1883: Eberhard Ackerknecht, deutsch-schweizerischer Veterinäranatom
- 1883: Ferdinand Lion, Schweizer Journalist und Schriftsteller
- 1887: Selma Elisabeth Graf, deutsche römisch-katholische Märtyrerin und Opfer des Holocaust
- 1888: Bartolomeo Vanzetti, US-amerikanisch-italienischer Anarchist
- 1889: Walter Ackermann, deutscher Pädagoge

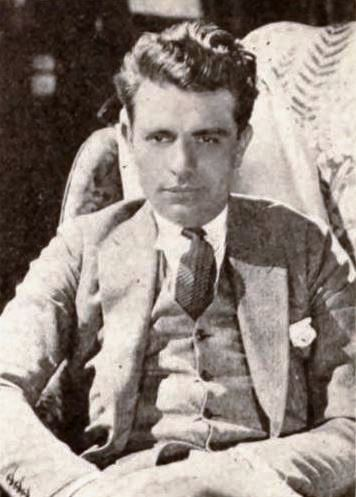
Wesley Ruggles (* 1889)

- 1889: Wesley Ruggles, US-amerikanischer Filmregisseur und Schauspieler

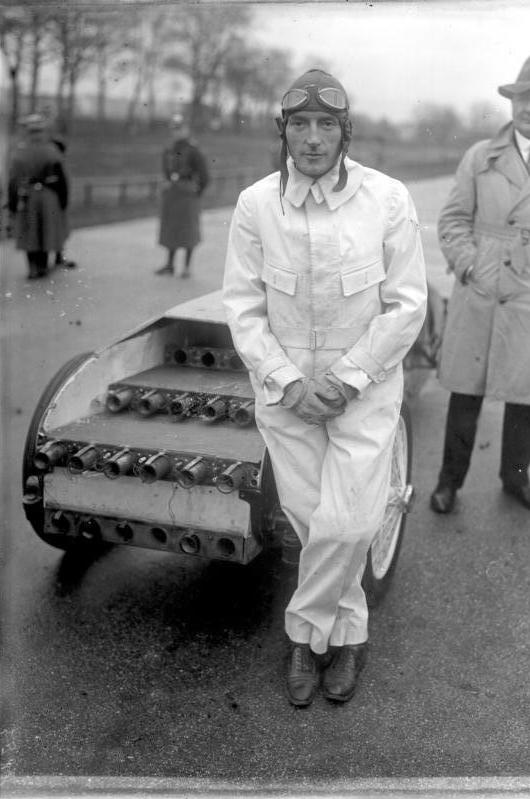
Kurt C. Volkhart (* 1890)

- 1890: Kurt C. Volkhart, deutscher Ingenieur, Konstrukteur, Rennfahrer und erster Raketenfahrer der Welt
- 1891: Else Levy, deutsche Ärztin, Opfer der Shoah
- 1893: Karl Weissenberg, niederländischer Physiker, einer der ersten Rheologen
- 1895: Nikolai Alexandrowitsch Bulganin, sowjetischer Politiker, Verteidigungsminister, Ministerpräsident
- 1896: Henri Poitras, kanadischer Schauspieler und Dramatiker
- 1897: Alexandre Tansman, polnisch-französischer Komponist
- 1899: Kawabata Yasunari, japanischer Schriftsteller, Nobelpreisträger

### 20. Jahrhundert

#### 1901–1925
- 1902: Hermann Aicher, österreichischer Theaterleiter
- 1902: Ernst Wilhelm Nay, deutscher Maler
- 1902: Wissarion Schebalin, russischer Komponist

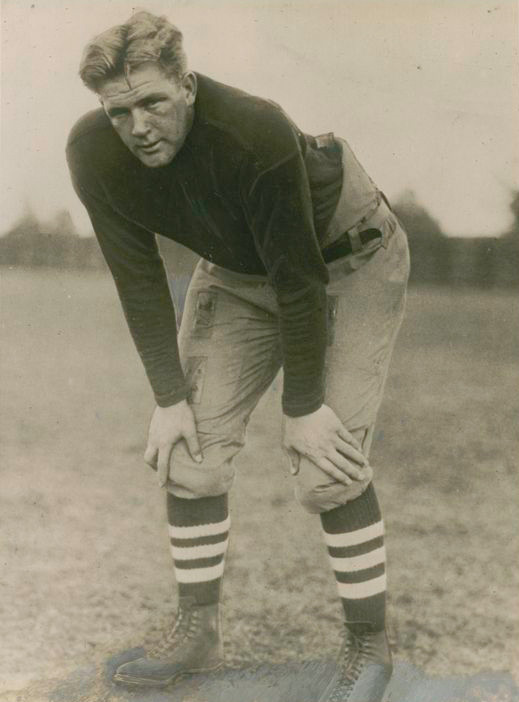
Ernie Nevers (* 1903)

- 1903: Ernie Nevers, US-amerikanischer American-Football-Spieler
- 1904: Emil František Burian, tschechischer Komponist
- 1904: Pinetop Smith, US-amerikanischer Jazz-Pianist
- 1905: Ladislaus Winterstein, deutscher Politiker, Bürgermeister von Hattersheim am Main, MdL, MdB
- 1906: Jan Hoffman, polnischer Pianist und Musikpädagoge
- 1906: Leo Steinweg, deutscher Motorradrennfahrer
- 1908: Rolf Agop, deutscher Dirigent und Hochschullehrer
- 1908: Johann Baptist Gudenus, österreichischer Leichtathlet und Bobfahrer
- 1908: Francisco Marto, portugiesischer Zeuge einer Marienerscheinung

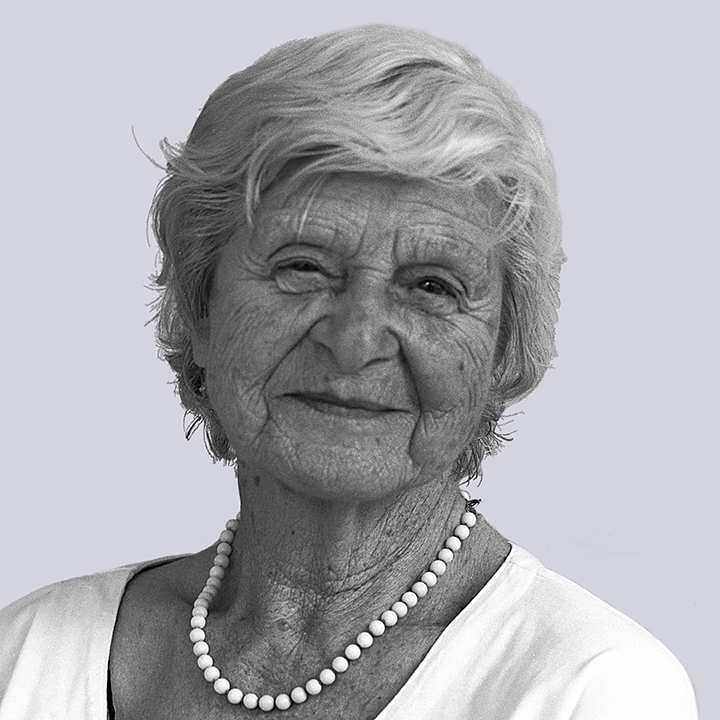
Natascha Artin Brunswick (* 1909)

- 1909: Natascha A. Brunswick, deutsch-amerikanische Mathematikerin und Fotografin
- 1909: Hellmuth Otto Engelhardt, deutscher Lyriker

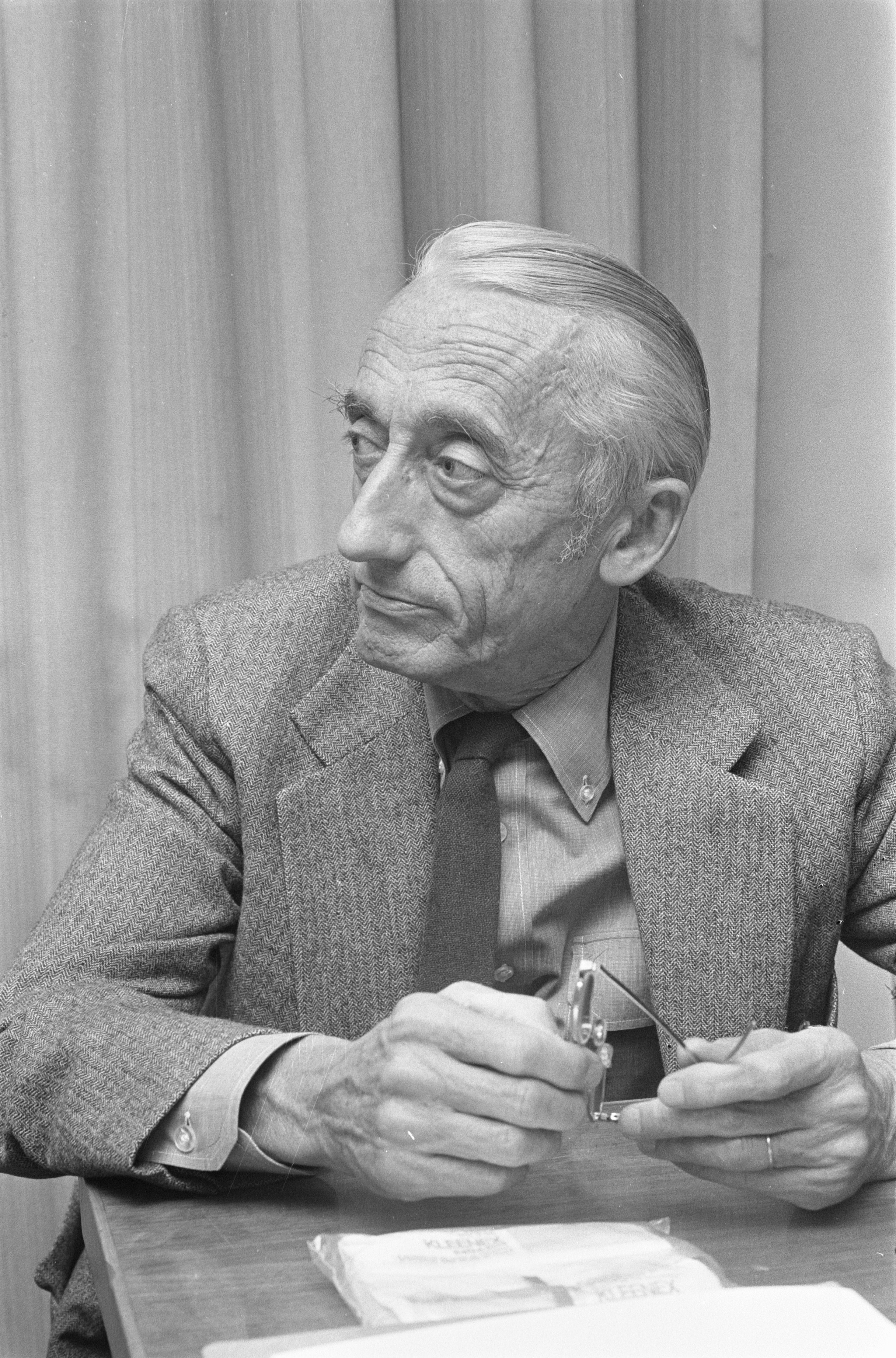
Jacques-Yves Cousteau (* 1910)

- 1910: Jacques-Yves Cousteau, französischer Meeresforscher
- 1910: Theodor Schieffer, deutscher Historiker
- 1910: Joachim von Zedtwitz, österreichischer Arzt und Gerechter unter den Völkern
- 1911: Peter Acht, deutscher Diplomatiker und Historiker
- 1911: Agnes Jama, niederländische Pianistin und Komponistin
- 1911: Detlev Lais, deutscher Saxophonist und Schlagersänger
- 1912: James Algar, US-amerikanischer Trickfilmzeichner und Dokumentarfilmregisseur
- 1912: Muchtar Aschrafowitsch Aschrafi, usbekisch-sowjetischer Komponist
- 1912: Emil Juracka, österreichischer Feldhandballspieler
- 1912: Bruno von Freytag-Löringhoff, deutscher Philosoph und Mathematiker
- 1912ː Rosemary Stjernstedt, englische Architektin und Stadtplanerin
- 1913: Vince Lombardi, US-amerikanischer American-Football-Trainer
- 1915: LeRoy Apker, US-amerikanischer experimenteller Festkörperphysiker
- 1915: Ebbe Grims-land, schwedischer Bratscher und Komponist
- 1915: Arnold Jacobs, US-amerikanischer Musiker
- 1917: Sture Hållberg, schwedischer Boxer
- 1917: Franz Hesse, deutscher evangelisch-reformierter Theologe und Hochschullehrer

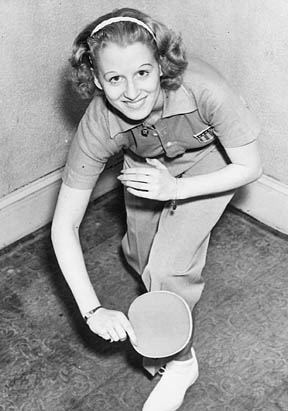
Ruth Hughes Aarons (* 1918)

- 1918: Ruth Hughes Aarons, US-amerikanische Tischtennisspielerin
- 1918: Marianne Laqueur, deutsche Informatikerin
- 1918: Heinz Petruo, deutscher Synchronsprecher, Schauspieler, Hörspielsprecher, Rundfunksprecher und Synchronregisseur
- 1919: Horst Schubert, deutscher Mathematiker
- 1920: Fernando Bernabé Agüero Rocha, nicaraguanischer Politiker
- 1921: Hans Detlev Becker deutscher Journalist und Manager (Der Spiegel)
- 1921: Waltrud Will-Feld, deutsche Politikerin, MdB
- 1922: Alberto Bovone, italienischer Kardinal
- 1922: Estera Raab, polnische Überlebende des Vernichtungslagers Sobibór
- 1923: Wolfram Achtnich, deutscher Pflanzenbauwissenschaftler
- 1923: Connie Clausen, US-amerikanische Schauspielerin, Schriftstellerin und Literaturagentin
- 1923: Jean Pierre Vité, deutscher Forstwissenschaftler
- 1924: Horst Kramer, deutscher Forstwissenschaftler
- 1924: Charlotte Peter, Schweizer Historikerin, Journalistin und Autorin
- 1925: Elfriede Ott, österreichische Kammerschauspielerin, Sängerin und Regisseurin
- 1925: William Styron, US-amerikanischer Schriftsteller

#### 1926–1950
- 1926: Carlisle Floyd, US-amerikanischer Komponist
- 1926: Erhard Köster, deutscher Schauspieler und Synchronsprecher
- 1926: Georg Mautner Markhof, österreichischer Industrieller und Politiker, Abgeordneter zum Nationalrat
- 1927ː Anita Bach, deutsche Architektin, erste Architektur-Professorin der DDR
- 1927: Ernst-Heinz Amberg, deutscher Theologe
- 1927: André Leysen, belgischer Geschäftsmann und Wirtschaftsmanager
- 1927: Alfred Niepieklo, deutscher Fußballspieler
- 1927: Josef Anton Riedl, deutscher Komponist
- 1928: Helmut Arndt, deutscher Historiker

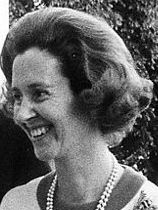
Fabiola Mora y Aragón (* 1928)

- 1928: Fabiola Mora y Aragón, belgische Königin

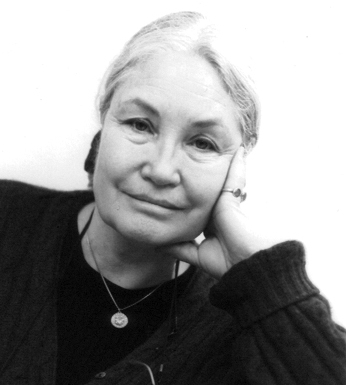
Ellen Schwiers (* 1930)

- 1930: Ellen Schwiers, deutsche Schauspielerin
- 1931: Werner Arnold, deutscher Gewichtheber
- 1932: Thomas Butler, US-amerikanischer Bobfahrer
- 1932: Athol Fugard, südafrikanischer Schriftsteller
- 1932: Gert Prokop, deutscher Schriftsteller
- 1933: Josef Paul Kleihues, deutscher Architekt
- 1933: Harald Szeemann, Schweizer Ausstellungsgestalter
- 1933: Aini Teufel, deutsche Malerin und Schriftstellerin

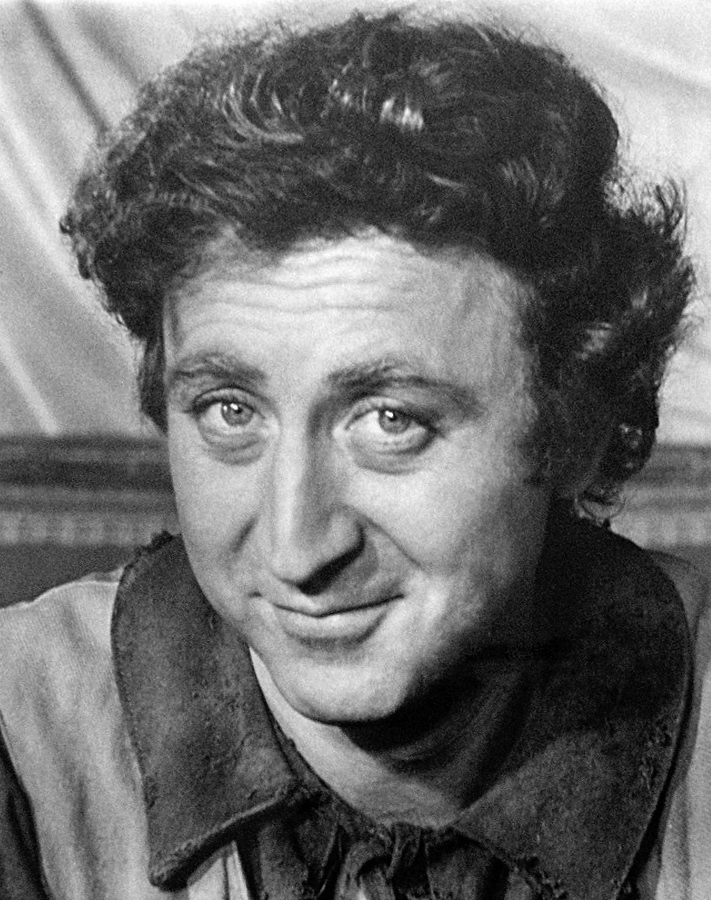
Gene Wilder (* 1933)

- 1933: Gene Wilder, US-amerikanischer Schauspieler
- 1933: Walther Zügel, deutscher Bankmanager
- 1934: Henri de Laborde de Monpezat, französischer Prinzgemahl von Königin Margrethe II.
- 1934: John da Silva, neuseeländischer Ringer und Boxer
- 1936: Wolfgang Römer, deutscher Jurist, Richter am Bundesgerichtshof
- 1937: Rino Marchesi, italienischer Fußballtrainer
- 1937: John Robin Warren, australischer Pathologe, Nobelpreisträger
- 1938: Peter Eigen, deutscher Jurist

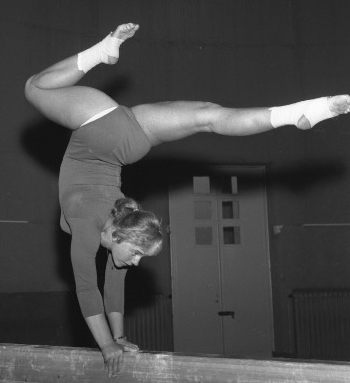
Doris Fuchs (* 1938)

- 1938: Doris Fuchs-Brause, US-amerikanische Kunstturnerin
- 1938: Stu Martin, US-amerikanischer Jazzschlagzeuger
- 1939: Juan Navarro Baldeweg, spanischer Architekt und Maler
- 1939: Wilma Burgess, US-amerikanische Country-Sängerin
- 1939: Herbert Knoblich, deutscher Politiker, MdL
- 1939: Boje Maaßen, deutscher Pädagoge, Fachautor und Politiker, Mitbegründer der Partei Die Grünen
- 1939: Bernard Purdie, US-amerikanischer Schlagzeuger
- 1939: Jackie Stewart, britischer Formel-1-Rennfahrer
- 1940: Karl Feuerstein, deutscher Politiker und Gewerkschafter
- 1940: Volkmar Sigusch, deutscher Sexualforscher und Arzt
- 1941: Helmut Krauss, deutscher Schauspieler, Kabarettist und Synchronsprecher
- 1942: Peter Blusch, deutscher Fußballspieler

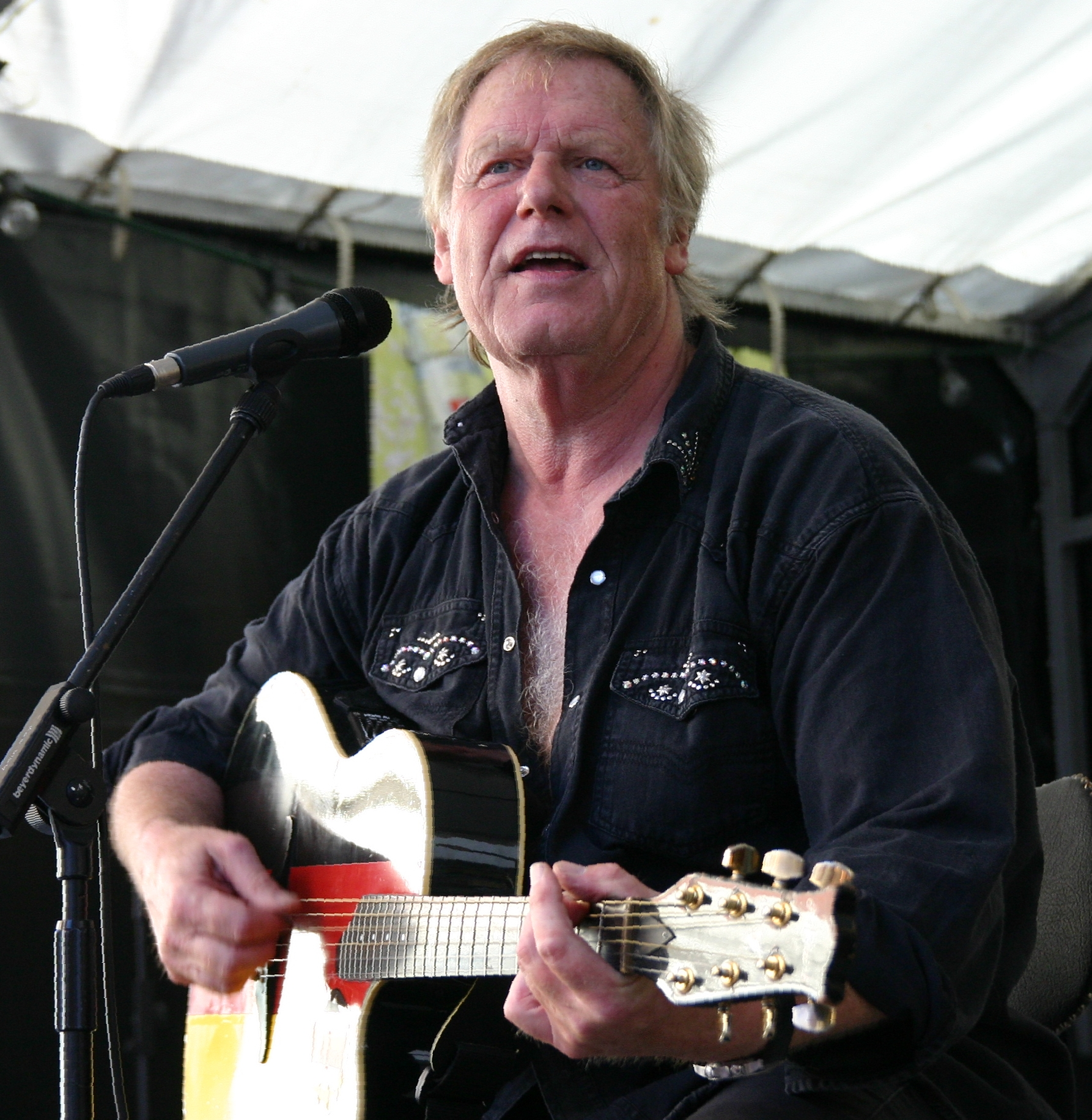
Gunter Gabriel (* 1942)

- 1942: Gunter Gabriel, deutscher Sänger
- 1942: Hellmut Lorenz, österreichischer Kunsthistoriker
- 1943: Johann Kurzbauer, österreichischer Politiker, Abgeordneter zum Nationalrat
- 1943: Walter Zuber, deutscher Politiker
- 1944: Jens-Peter Kurzwelly, deutscher Jurist
- 1944: Marcel Mignot, französischer Automobilrennfahrer
- 1945: Ernst Bahr, deutscher Politiker, MdB
- 1945: Roger Schawinski, Schweizer Medienpionier und Fernsehmoderator
- 1946: Svatopluk Čech, tschechischer Klarinettist, Saxophonist und Arrangeur
- 1946: Jan Petersen, norwegischer Jurist und Diplomat
- 1947: Bob Evans, britischer Automobilrennfahrer
- 1947: Lili Fischer, deutsche Künstlerin
- 1947ː Christa Mühl, deutsche Regisseurin
- 1947: Gavin Thorley, neuseeländischer Leichtathlet

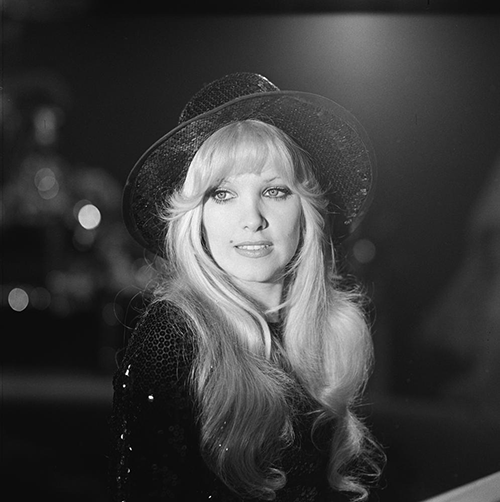
Lynsey de Paul (* 1948)

- 1948: Lynsey de Paul, britische Songschreiberin und Sängerin
- 1948: Sumaya Farhat-Naser, palästinensische Politikerin
- 1949: Frank Beard, US-amerikanischer Musiker
- 1949: Mounir Jelili, tunesischer Handballspieler
- 1949: Ingrid Newkirk, britische Aktivistin, Mitbegründerin und Präsidentin der Tierschutzorganisation PETA
- 1949: Tom Pryce, britischer Automobilrennfahrer

#### 1951–1975
- 1951: Manfred Breuckmann, deutscher Radiomoderator und Sportreporter
- 1951: Edith Widder, US-amerikanische Ozeanographin und Meeresbiologin
- 1952: Vicente Bokalic Iglic, argentinischer Kardinal, Erzbischof von Santiago del Estero, Primas von Argentinien

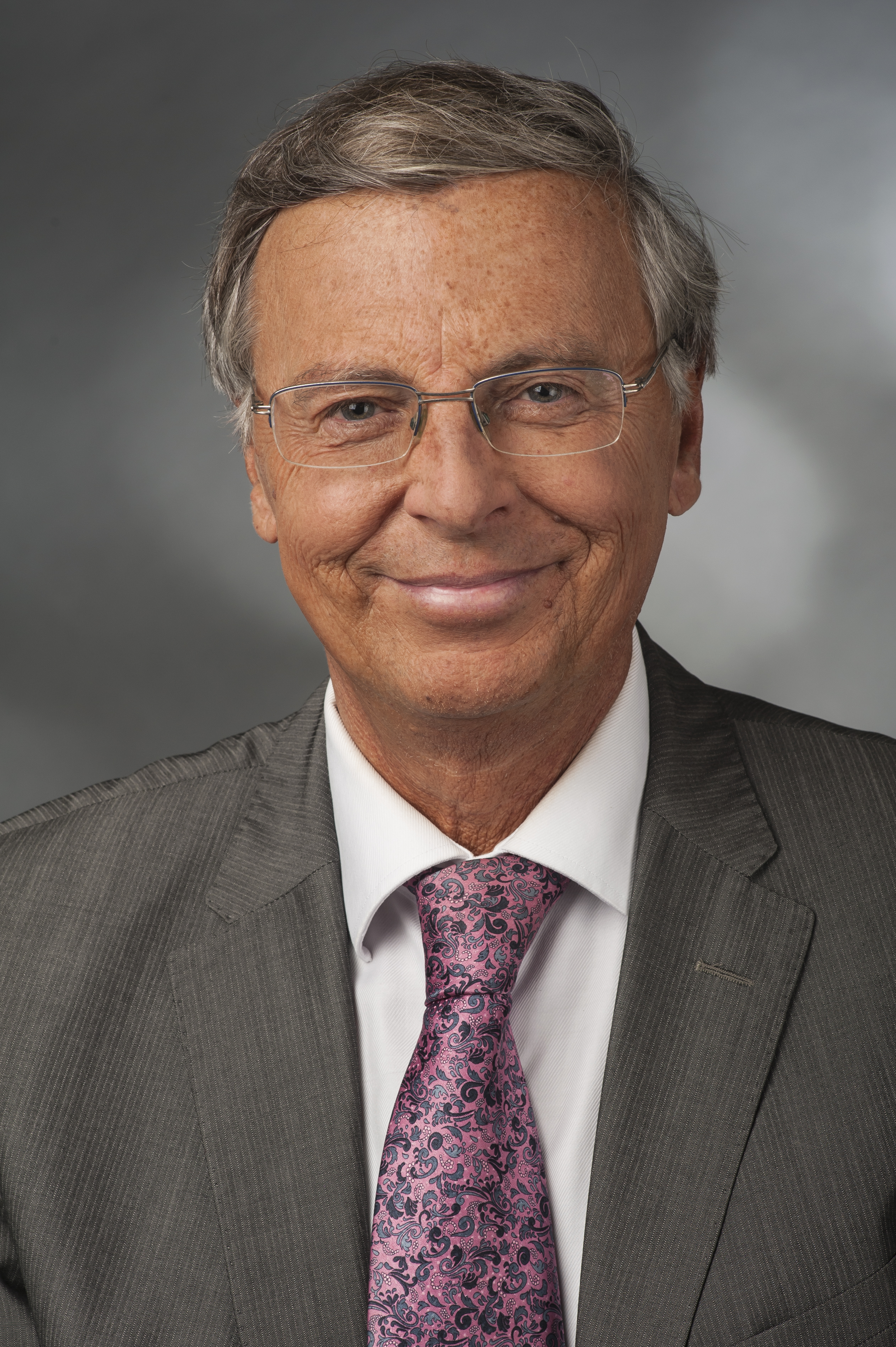
Wolfgang Bosbach (* 1952)

- 1952: Wolfgang Bosbach, deutscher Politiker und Rechtsanwalt, MdB
- 1952: Helmut Reitze, deutscher Intendant des Hessischen Rundfunks
- 1952: Bronisław Wildstein, polnischer Journalist und Schriftsteller
- 1953: Reginald Ford, guyanischer Boxer
- 1953: Wera Jakowlewna Komissowa, russische Leichtathletin, Olympiasiegerin
- 1953: Volker Ladenthin, deutscher Erziehungswissenschaftler
- 1954: Gerhard Grandke, deutscher Kommunalpolitiker, Oberbürgermeister von Offenbach am Main
- 1954: Roland Pauler, deutscher Mittelalterhistoriker und Autor
- 1955: Milan Novotny, tschechisch-schweizerischer Musikpädagoge, Komponist und Akkordeonist
- 1956: Steven A. Cohen, US-amerikanischer Hedgefondsmanager und Kunstsammler
- 1956: Joe Montana, US-amerikanischer American-Football-Spieler
- 1957: Walter Hauser, Schweizer Schriftsteller und Journalist
- 1958: Barry Adamson, britischer Musiker
- 1958: Jürgen Pföhler, deutscher Landrat

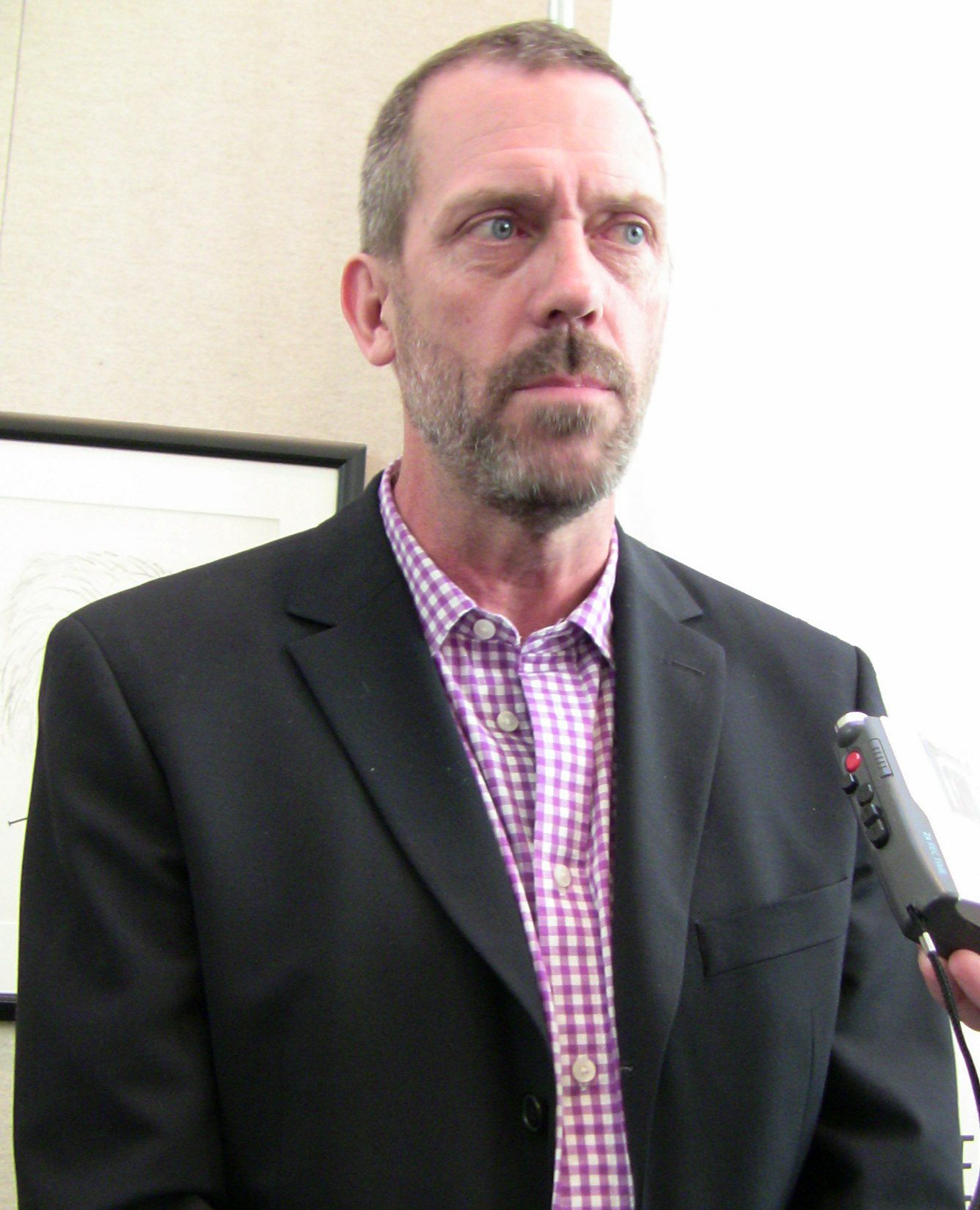
Hugh Laurie (* 1959)

- 1959: Hugh Laurie, britischer Schauspieler
- 1959: Edith Leerkes, niederländische Gitarristin
- 1959: Claudius Seidl, deutscher Publizist und Filmkritiker
- 1960: Thomas Drach; deutscher Krimineller, bekannt geworden durch die Reemtsma-Entführung
- 1960: Sissy Raith, deutsche Fußballspielerin und -trainerin
- 1962: Andreas Mihatsch, deutscher Fotograf und Filmproduzent
- 1963: Anne Kasprik, deutsche Schauspielerin
- 1963: Sandra Schmirler, kanadische Curlerin, Olympiasiegerin
- 1964: Jean Alesi, französischer Formel-1-Rennfahrer
- 1964: Bernd Baumgartl, österreichischer Politik- und Sozialwissenschaftler
- 1964: Peter Birkhofer, deutscher Geistlicher
- 1964: Theodoros Boulgarides, griechischer Einzelhändler, Opfer des Nationalsozialistischen Untergrunds
- 1964: Berend Breitenstein, deutscher Bodybuilder, Ernährungswissenschaftler und Autor
- 1964: Edgar Guggeis, deutscher Perkussionist und Professor
- 1964: Andreas von Holst, deutscher Gitarrist
- 1964: Eveline Lemke, deutsche Unternehmensberaterin und Politikerin
- 1964: Matthias Lorenz, deutscher Cellist und Kammermusiker
- 1964: Burkhardt Prigge, deutscher Basketballtrainer
- 1964: Ralph Schumacher, deutscher Philosoph und Verhaltenswissenschaftler

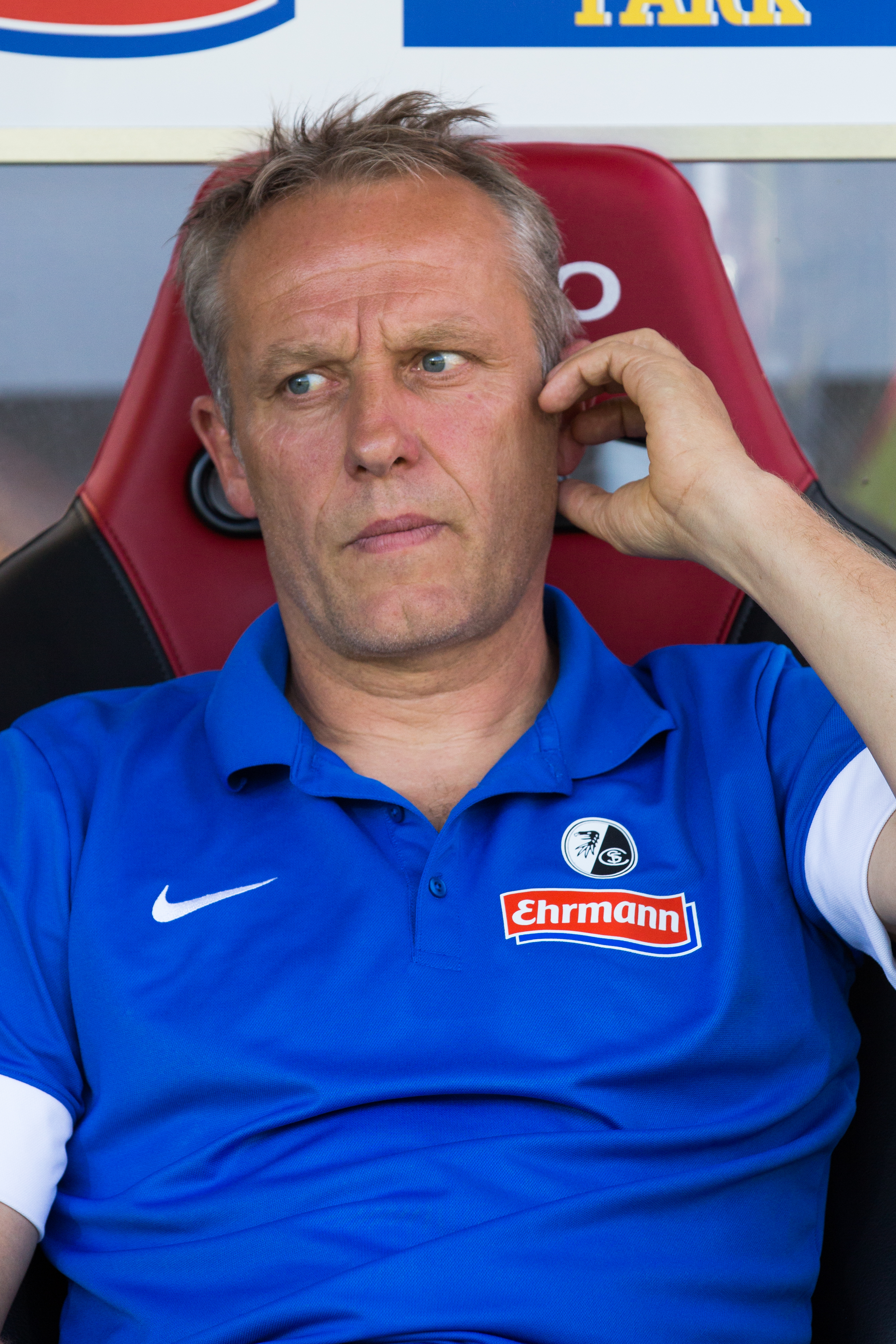
Christian Streich (* 1965)

- 1965: Christian Streich, deutscher Fußballtrainer
- 1965: Lars Henrik Gass, deutscher Autor und Kurator
- 1965: Manuel Uribe, Mexikaner, einer der schwersten Männer in der medizinischen Geschichte
- 1966: Dragomir Josifow, bulgarischer Komponist, Dirigent und Pianist
- 1966: Gary Kwok, kanadischer Automobilrennfahrer
- 1967: Clare Carey, simbabwisch-US-amerikanische Schauspielerin
- 1967: Oliver Ortmann, deutscher Poolbillardspieler

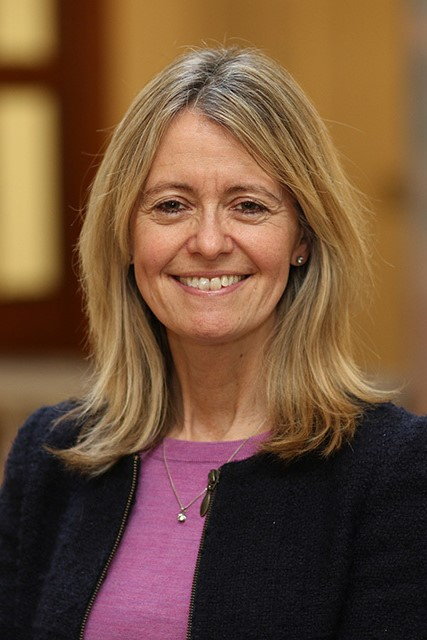
Jill Gallard (* 1968)

- 1968: Jill Gallard, britische Diplomatin
- 1968: Hans Horn, deutscher Filmregisseur und -produzent
- 1969: Peter Dinklage, US-amerikanischer Schauspieler
- 1969: Sergei Nikolajewitsch Juran, russischer Fußballspieler und -trainer
- 1969: Matthias Maucksch, deutscher Fußballspieler und -trainer
- 1970: Brock Marion, US-amerikanischer American-Football-Spieler
- 1973: José Manuel Abundis, mexikanischer Fußballspieler
- 1973: Joy Denalane, deutsche Sängerin
- 1973: Robby Kiger, US-amerikanischer Schauspieler und Kinderdarsteller
- 1974: Richard von der Schulenburg, deutscher Keyboarder
- 1975: Tonje Kjærgaard, dänische Handballspielerin

#### 1976–2000
- 1977: Ryan Dunn, US-amerikanischer Schauspieler und Stuntman (Jackass)
- 1977: Christine Gerg, deutsche Freestyle-Skierin
- 1977: Pamela Großer, deutsche Fernsehmoderatorin und Schauspielerin
- 1977: Paul Kalkbrenner, deutscher Techno-Musiker
- 1977: Eryk Kałuziński, polnischer Handballspieler
- 1978: Mario Fesler, deutscher Schriftsteller

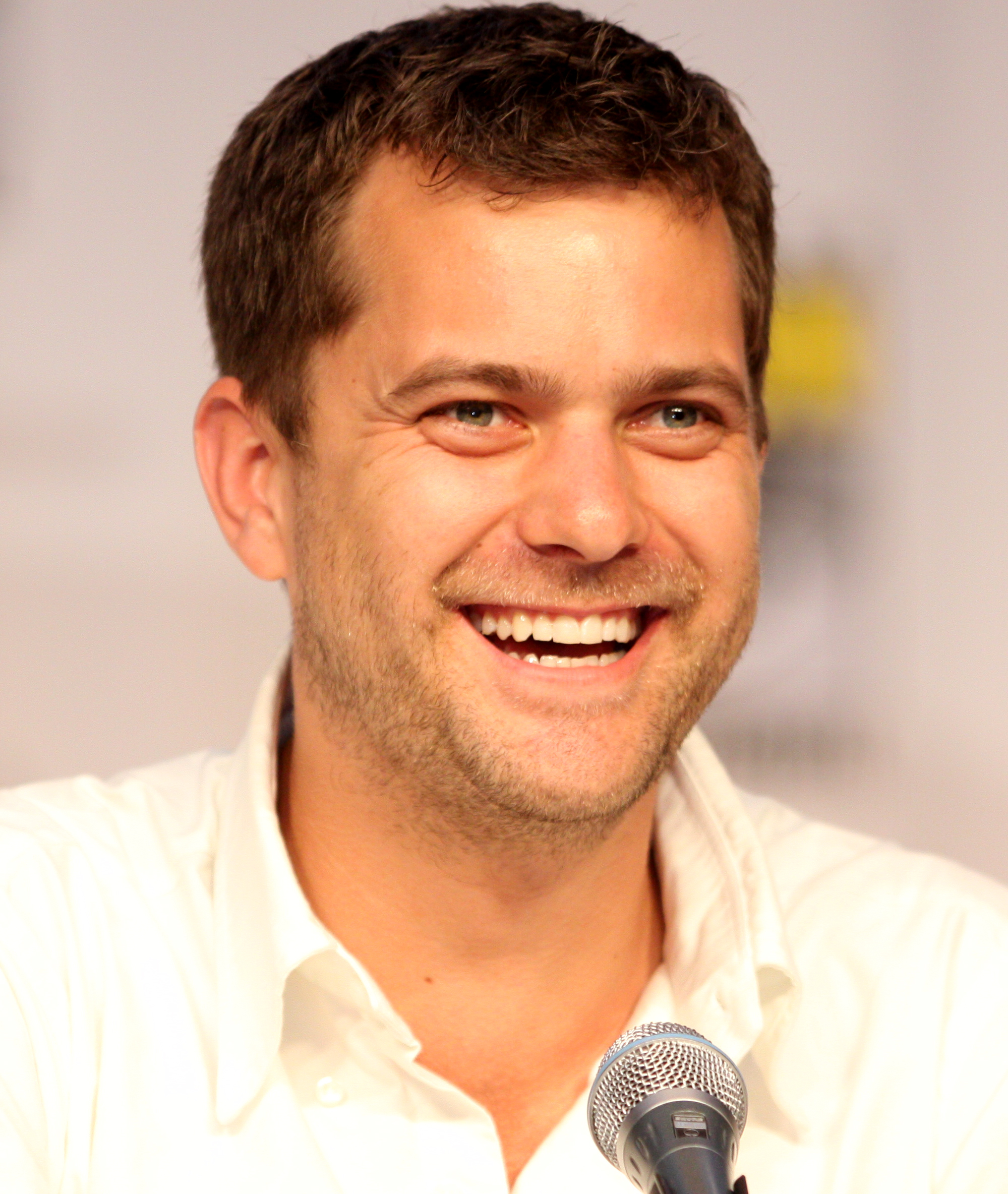
Joshua Jackson (* 1978)

- 1978: Joshua Jackson, US-amerikanischer Schauspieler
- 1978: Bruce Jouanny, französischer Automobilrennfahrer
- 1979: Danilo Gabriel de Andrade, brasilianischer Fußballspieler
- 1979: Monster Mike Welch, US-amerikanischer Bluesgitarrist, Sänger und Songwriter

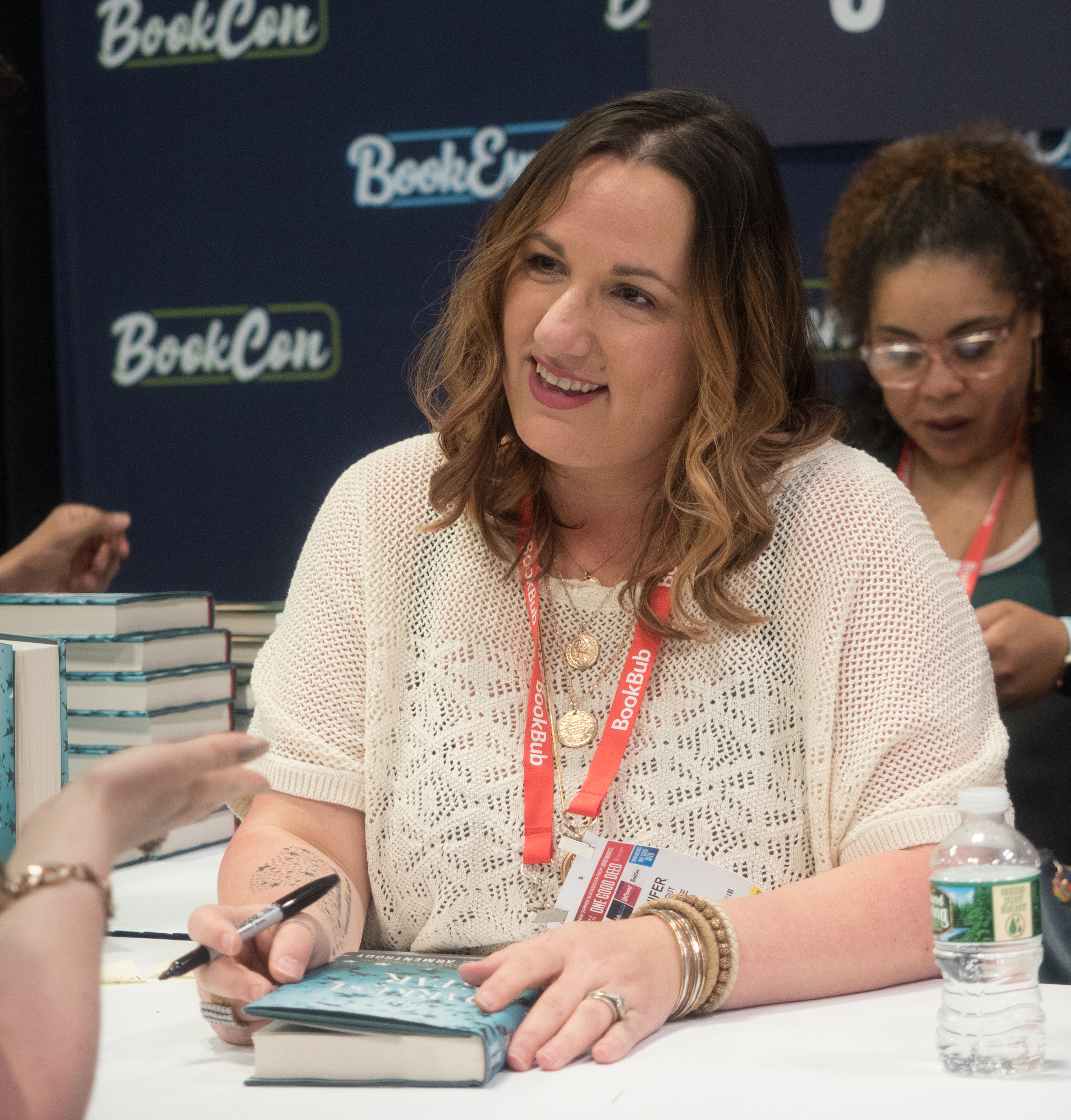
Jennifer Armentrout (* 1980)

- 1980: Jennifer Armentrout, US-amerikanische Autorin
- 1980: Krzysztof Kciuk, polnischer Dartspieler
- 1981: Emiliano Moretti, italienischer Fußballspieler
- 1982: Marco Arment, US-amerikanischer iOS-Entwickler und Webdesigner
- 1982: Renate Urne, norwegische Handballspielerin
- 1984: Wesley Harms, niederländischer Dartspieler

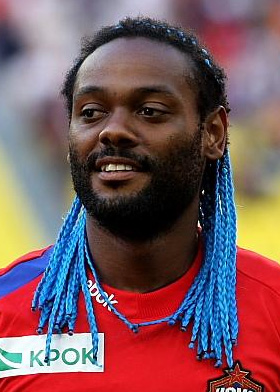
Vágner Love (* 1984)

- 1984: Vágner Love, brasilianischer Fußballspieler
- 1984: Clemens Ostermann, deutscher Synchronsprecher und Musiker
- 1985: Dmitry Kaldun, belarussischer Sänger
- 1985: Petter Tande, norwegischer Skisportler
- 1986: Shia LaBeouf, US-amerikanischer Schauspieler
- 1986: Sebastian Wredenberg, schwedischer Biathlet
- 1987: Eugen Knecht, deutsch-russischer Schauspieler
- 1987: Gonzalo Castro, spanischer Fußballspieler
- 1987: Marsel İlhan, türkischer Tennisspieler
- 1988: Marcos Antonio, brasilianischer Fußballspieler

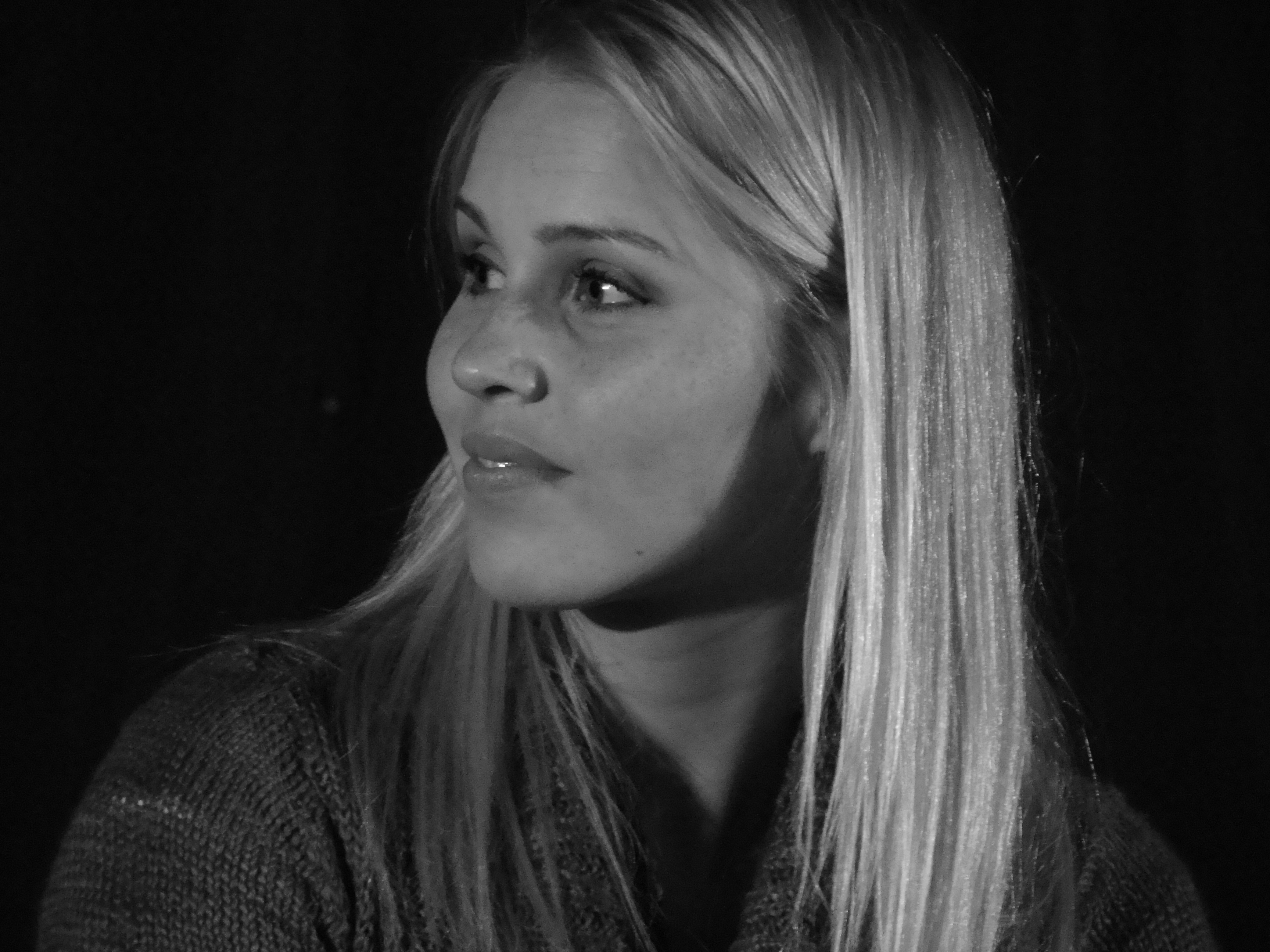
Claire Holt (* 1988)

- 1988: Claire Holt, australische Schauspielerin
- 1989: Lorenzo Ariaudo, italienischer Fußballspieler
- 1989: Keith Aulie, kanadischer Eishockeyspieler
- 1989: Sinha Melina Gierke, deutsche Schauspielerin
- 1991: Dan Howell, britischer Blogger und YouTuber
- 1991: Irini Ioannidou, deutsche Fußballspielerin

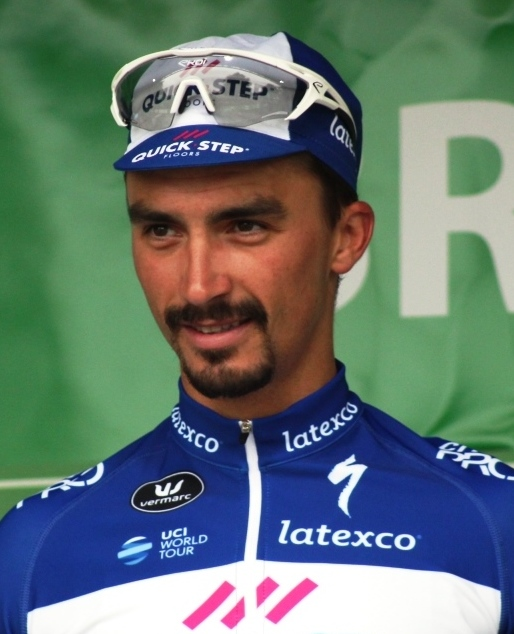
Julian Alaphilippe (* 1992)

- 1992: Julian Alaphilippe, französischer Radrennfahrer
- 1992: Patrick Franziska, deutscher Tischtennisspieler
- 1992: Zoey Monroe, US-amerikanische Pornodarstellerin
- 1992: Anna Sawai, japanische Sängerin und Schauspielerin
- 1992: Davide Zappacosta, italienischer Fußballspieler
- 1993: Pascal Andres, deutscher Kino-, Fernseh- und Theaterschauspieler
- 1994: Ivana Baquero, spanische Schauspielerin
- 1994: Thomas Hennessy, US-amerikanischer American-Football-Spieler
- 1995: Malte Abelmann-Brockmann, deutscher Handballspieler
- 1996: Saman Soltani, iranische Kanutin
- 1997: Jorja Smith, britische Sängerin
- 1999: Kai Havertz, deutscher Fußballspieler
- 1999: Anastassija Schewtschenko, russische Biathletin
- 1999: Saxon Sharbino, US-amerikanische Schauspielerin

### 21. Jahrhundert
- 2001: Marion Chevrier, französische Skirennläuferin
- 2001: Nicholas Spinelli, italienischer Motorradrennfahrer
- 2002: Windy Cantika Aisah, indonesische Gewichtheberin
- 2003: Breanna Yde, australische Schauspielerin
- 2005: Timo Eder, deutscher Turner

## Gestorben

### Vor dem 16. Jahrhundert
- 0090 v. Chr.: Publius Rutilius Lupus, römischer Politiker
- 0089 v. Chr.: Titus Didius, römischer Politiker
- 0888: Rimbert, Erzbischof von Bremen-Hamburg
- 0999: Everger, Erzbischof von Köln
- 1017: Thiddag, Bischof von Prag
- 1051: Bardo von Mainz, Erzbischof
- 1102: Rupert, Bischof von Bamberg
- 1183: Heinrich der Jüngere, Mitkönig von England
- 1185: Konrad II. von Raitenbuch, Bischof von Regensburg
- 1216: Heinrich, Kaiser des Lateinischen Kaiserreichs von Konstantinopel
- 1304: Albrecht von Löwenstein-Schenkenberg, Gründer der Stadt Murrhardt
- 1323: Béranger Frédol der Ältere, Bischof von Béziers und Kardinal
- 1341: Bolko II., Herzog von Schweidnitz und Münsterberg
- 1345: Alexios Apokaukos, byzantinischer Staatsmann
- 1364: Agnes, Königin von Ungarn
- 1393: Jean I. de Bourbon, französischer Adeliger, Graf von La Marche, als Jean VII. Graf von Vendôme und Castres sowie Pair von Frankreich
- 1397: Stefan Poduška von Martinitz, königlicher Rat und Günstling des böhmischen Königs Wenzel IV. sowie Landeshauptmann von Glatz und von Frankenstein
- 1399: Johann von Neuberg, Bischof von Seckau
- 1416: Heyno Sobbe, Lübecker Goldschmied und Mitglied des Neuen Rates
- 1419: Rudolf III., Herzog von Sachsen-Wittenberg und Kurfürst des Heiligen Römischen Reiches
- 1420: Johann III., Burggraf von Nürnberg und Markgraf von Brandenburg-Kulmbach
- 1434: Bernhard I., Herzog zu Braunschweig-Lüneburg, Fürst von Lüneburg und Braunschweig-Wolfenbüttel
- 1446: Henry de Beauchamp, 1. Duke of Warwick, englischer Adeliger
- 1473: Herbord, katholischer Priester, Benediktiner und Abt des Klosters St. Januarius in Murrhardt
- 1474: Johann Westphal, Lübecker Bürgermeister

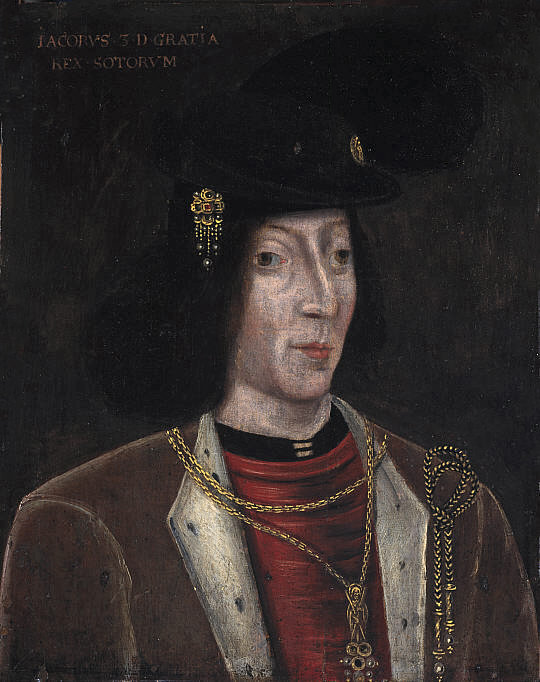
Jakob III. († 1488)

- 1488: Jakob III., König von Schottland

### 16. bis 17. Jahrhundert
- 1535: Johann VII. von Hoya, deutscher Graf und Heerführer von Lübeck und Schweden
- 1535: Johannes Sylvius Egranus, deutscher Theologe und Reformator
- 1540: Georg Hohermuth von Speyer, deutscher Konquistador
- 1550: Johann Laymann, deutscher Geistlicher
- 1557: Johann III., König von Portugal aus dem Hause Avis
- 1560: Marie de Guise, Königin von Schottland
- 1568: Heinrich der Jüngere, Herzog zu Braunschweig-Lüneburg, Fürst von Braunschweig-Wolfenbüttel
- 1569: Wolfgang, Pfalzgraf und Herzog von Pfalz-Zweibrücken sowie Herzog von Pfalz-Neuburg
- 1576: Anthony Cooke, englischer Adliger, Politiker und Humanist
- 1604: Valentin Schindler, deutscher Philologe und Orientalist
- 1616: Johannes Wanckel, deutscher Geschichtswissenschaftler
- 1620: John Budden, englischer Jurist
- 1633: Johannes Crellius, deutscher sozinianischer Theologe und Pädagoge
- 1642: Anne de Caumont, Herzogin von Fronsac
- 1647: Christoph Matthäus, deutscher Rhetoriker, Historiker und Mediziner in den Niederlanden
- 1661: Georg II., Landgraf von Hessen-Darmstadt
- 1666: Cornelis Evertsen der Ältere, niederländischer Vizeadmiral

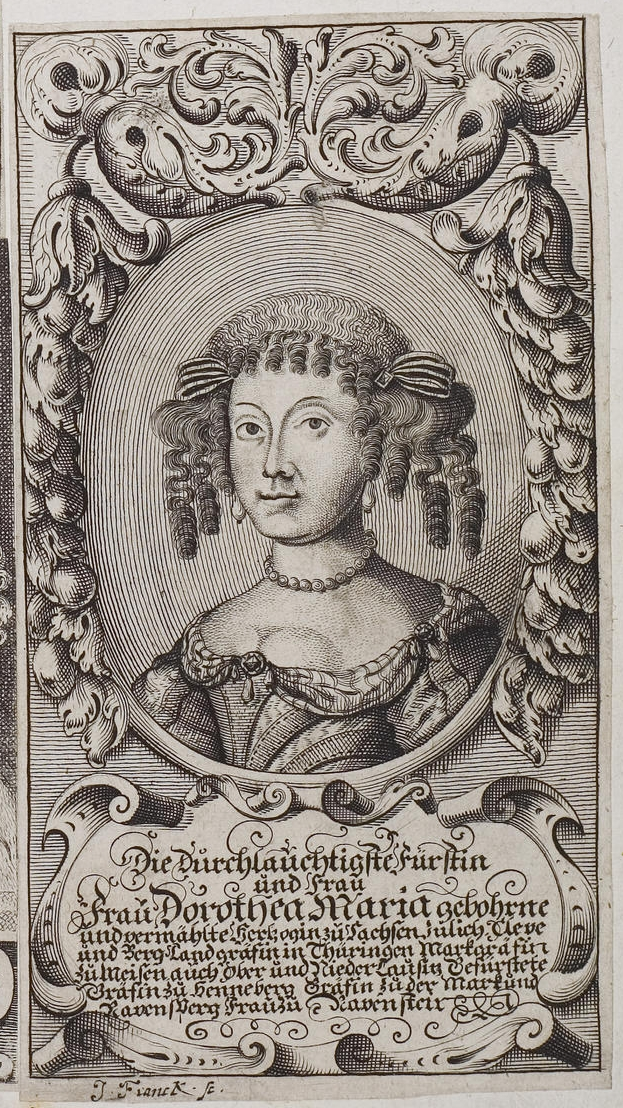
Dorothea Maria von Sachsen-Weimar († 1675)

- 1675: Dorothea Maria von Sachsen-Weimar, Herzogin von Sachsen-Zeitz
- 1698: Balthasar Bekker, deutsch-niederländischer protestantischer Theologe, Philosoph und Prediger

### 18. Jahrhundert
- 1704: Johann Ulrich Mayr, deutscher Maler
- 1712: Louis II. Joseph de Bourbon, Herzog von Vendôme, französischer Marschall
- 1713: Felix Meyer, Schweizer Landschaftsmaler
- 1715: Johann Samuel Stryk, deutscher Rechtswissenschaftler
- 1719: Johann Abraham Schmierer, deutscher Komponist

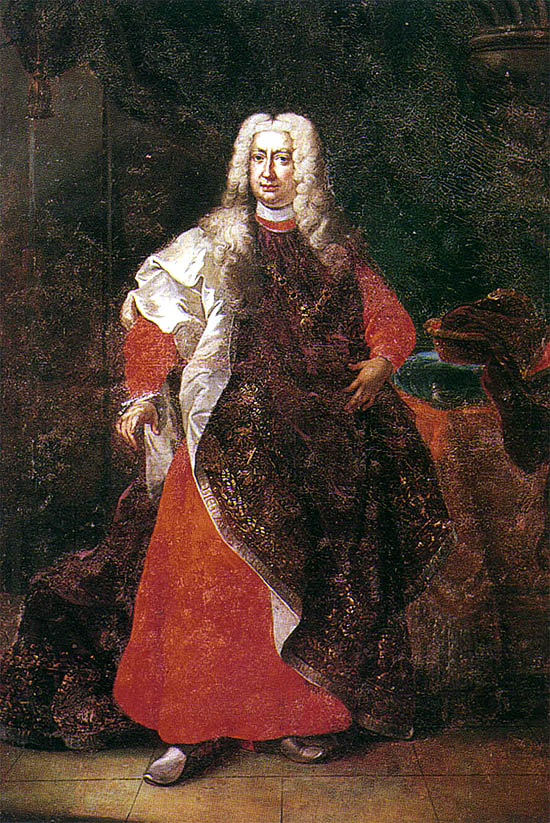
Adam Franz Karl († 1732)

- 1732: Adam Franz Fürst von Schwarzenberg, österreichischer Obersthofmarschall
- 1734: Georg Albrecht, Fürst von Ostfriesland
- 1739: Farfallino (eigtl. Giacinto Fontana), italienischer Opernsänger
- 1748: Felice Torelli, italienischer Maler
- 1749: Johann Bernhard Bach der Ältere, deutscher Komponist
- 1757: Martin Aumüller, böhmischer Bildhauer und Holzschnitzer
- 1764: Christoph Stoltzenberg, deutscher Komponist
- 1774: Emmerich Joseph von Breidbach zu Bürresheim, Kurfürst und Erzbischof von Mainz und Fürstbischof von Worms
- 1782: Juan de Torrezar Díaz y Pimienta, spanischer Offizier, Kolonialverwalter und Vizekönig von Neugranada
- 1794: Christoph Friedrich Reinhold Lisiewsky, deutscher Porträtmaler
- 1796: Nathaniel Gorham, US-amerikanischer Politiker

### 19. Jahrhundert

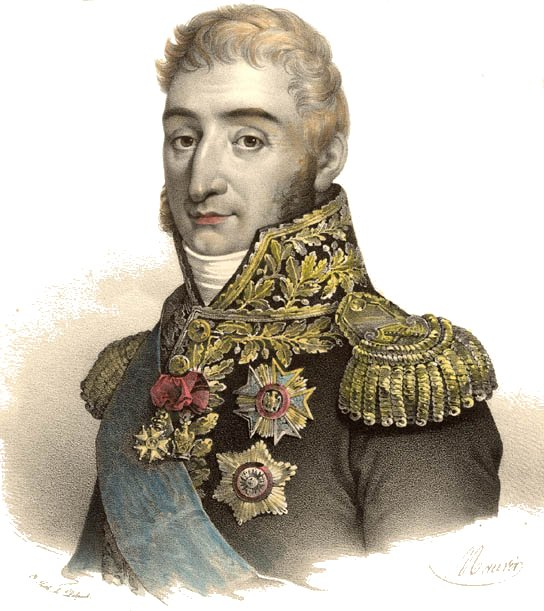
Charles Pierre François Augereau († 1816)

- 1816: Charles Pierre François Augereau, französischer General und Marschall von Frankreich
- 1828: Thomas Legler, Schweizer Politiker
- 1829: Adolf Müllner, deutscher Schriftsteller
- 1843: Michael Leopold Enk von der Burg, österreichischer Benediktinermönch, Schriftsteller, Literaturtheoretiker
- 1847: John Franklin, englischer Kapitän und Polarforscher
- 1848: Dominik Epp, Schweizer Gutsbesitzer und Politiker
- 1849: Wilhelm Caspar Joseph Höffgen, deutscher Orgelbauer
- 1853: Johannes Cornelis de Jonge, niederländischer Geschichtsschreiber
- 1856: Friedrich Heinrich von der Hagen, deutscher Germanist
- 1857: Albrecht von Roeder, deutsch-US-amerikanischer Jurist und Ortsgründer

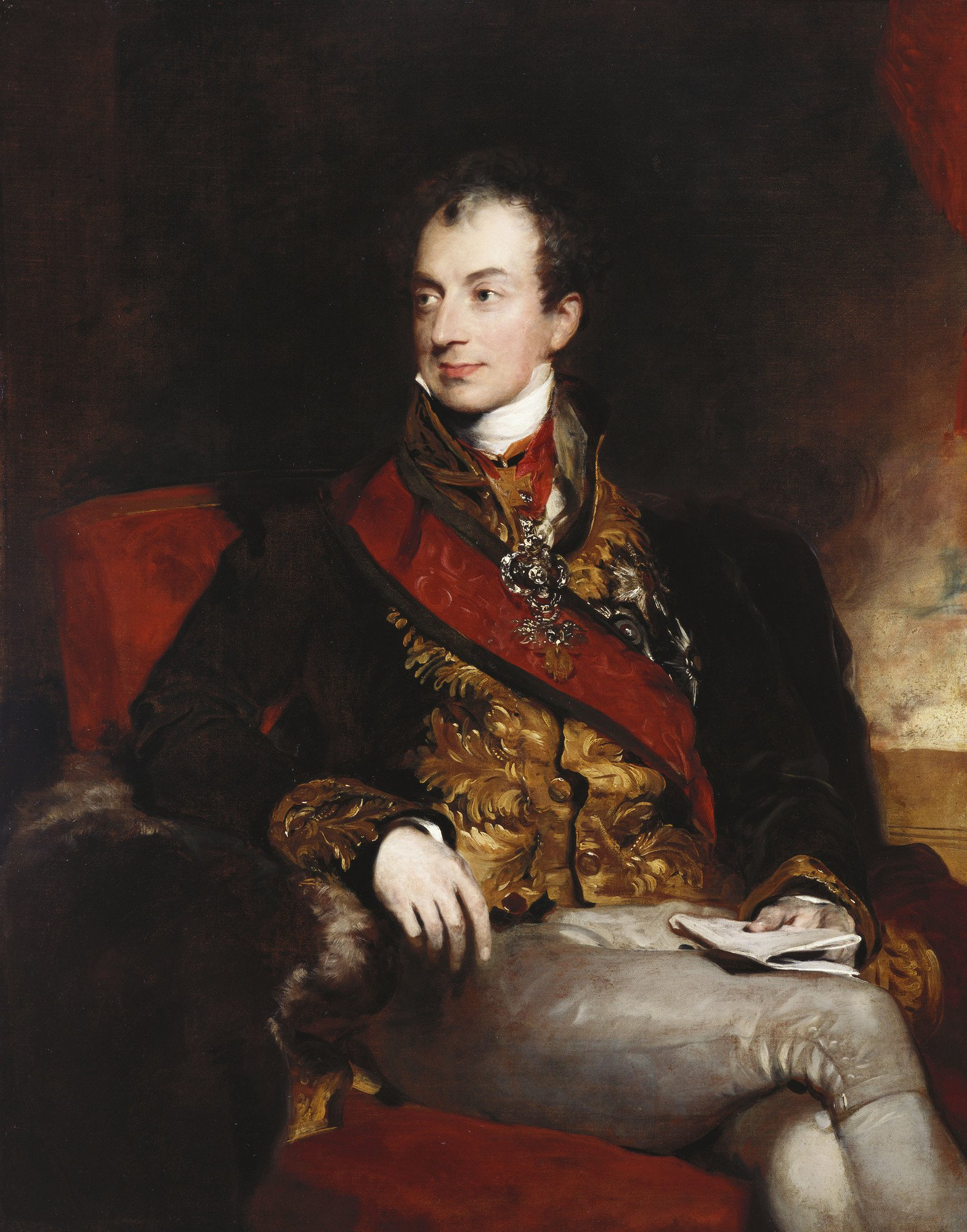
Fürst Metternich († 1859)

- 1859: Klemens Wenzel Lothar von Metternich, österreichischer Staatsmann
- 1863: Samuel G. Andrews, US-amerikanischer Politiker
- 1866: Theodor Kotschy, österreichischer Botaniker
- 1867: Karl Otto Weber, deutscher Chirurg und Pathologe
- 1868: James Brooke, britischer Seefahrer und Entdecker; der erste weiße Raja von Borneo
- 1868: Lazar Horowitz, deutsch-österreichischer Rabbiner
- 1868: August Sicard von Sicardsburg, österreichischer Architekt
- 1877: Johann Heinrich Fierz, Schweizer Unternehmer und Nationalrat
- 1877: Ignaz Pallme, österreichischer Handelsreisender und Afrikaforscher
- 1881: Conrad von Rappard, deutscher Jurist und Mitglied der Frankfurter Nationalversammlung
- 1883: Carl Grädener, deutscher Komponist
- 1884: August Hauner, deutscher Kinderarzt und Hochschullehrer
- 1894: John Tuttle Andrews, US-amerikanischer Jurist und Politiker
- 1896: Hermann Rosenthal, deutscher Schriftsteller und Bühnenautor
- 1897: Henry Ayers, Premierminister von Südaustralien
- 1897: Carl Remigius Fresenius, deutscher analytischer Chemiker

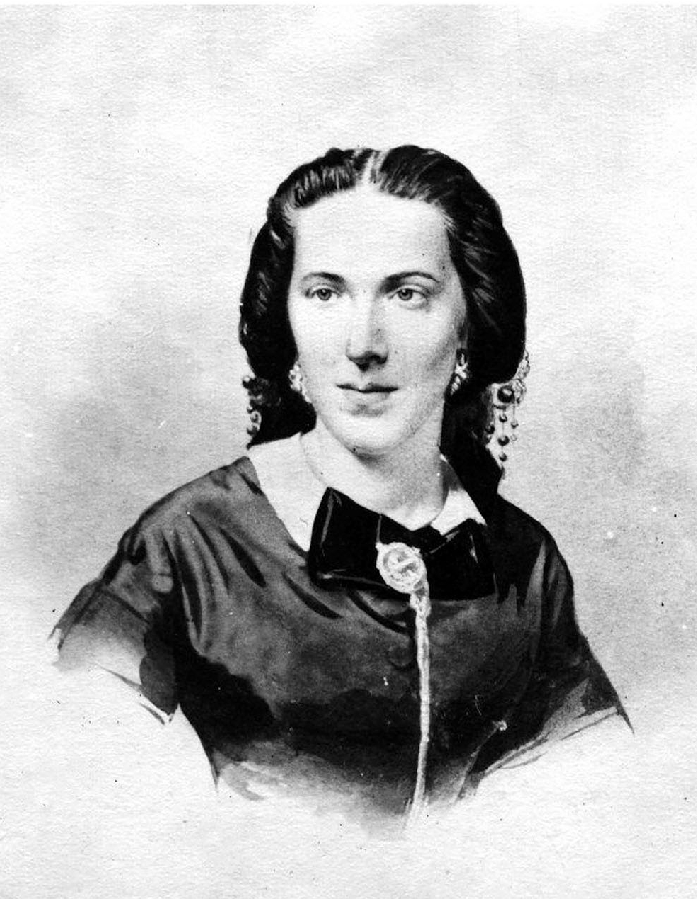
Belle Boyd († 1900)

- 1900: Belle Boyd, Spionin der Südstaaten im Amerikanischen Bürgerkrieg

### 20. Jahrhundert

#### 1901–1950
- 1902: Otto Eckmann, deutscher Maler und Grafiker

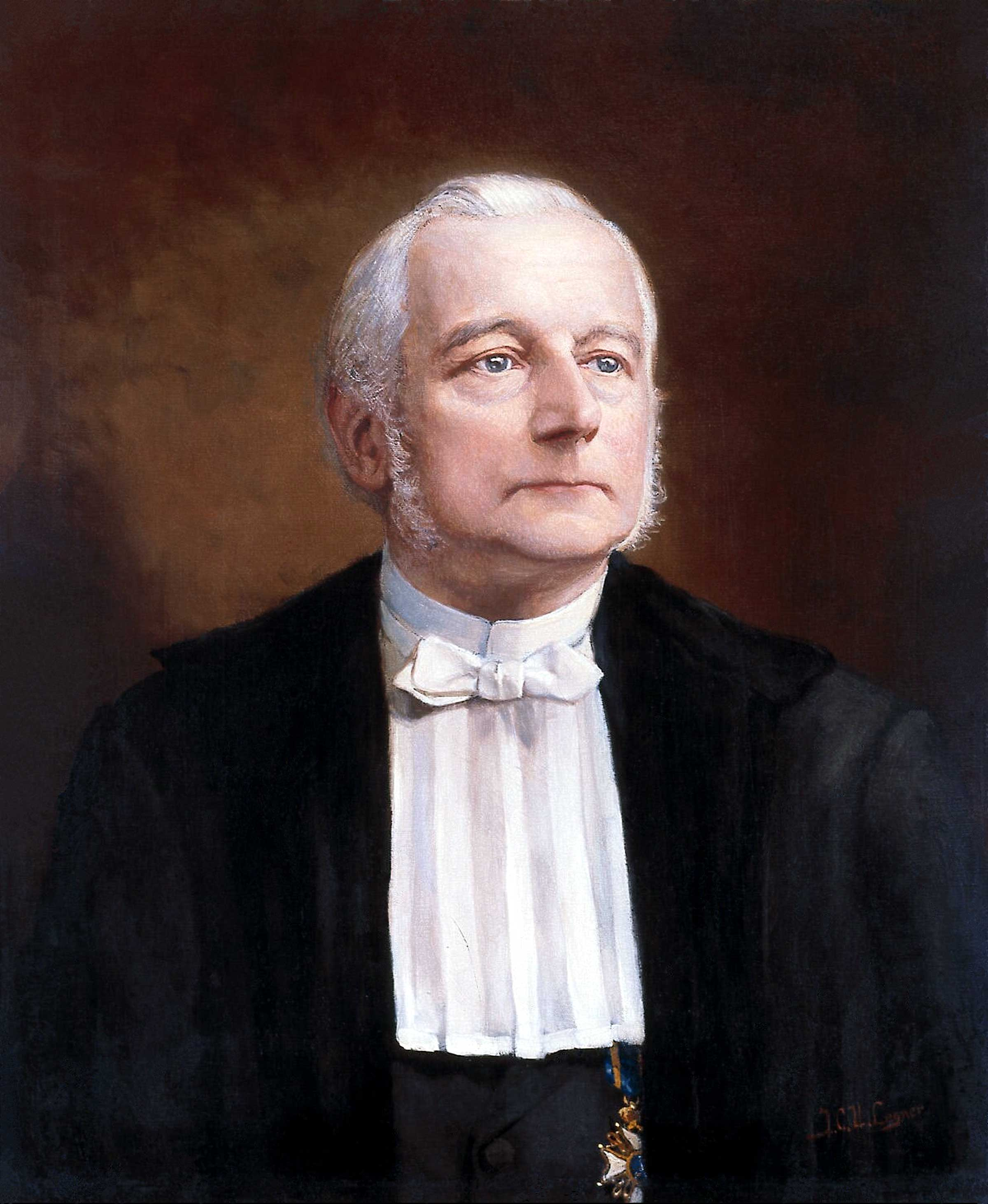
Gijsbert Hendrik Lamers († 1903)

- 1903: Gijsbert Hendrik Lamers, niederländischer reformierter Theologe
- 1906: Heinrich Hart, deutscher Schriftsteller und naturalistischer Literatur- und Theaterkritiker
- 1907:  Charles Wilda, österreichischer Maler
- 1910: Carl Albert Theodor Lehnert, deutscher Architekt und Baumeister
- 1913: Humfrey Anger, kanadischer Organist, Komponist, Dirigent und Musikpädagoge
- 1913: Mahmud Şevket Pascha, Großwesir des Osmanischen Reiches
- 1914: Adolf Friedrich V., Großherzog von Mecklenburg-Strelitz
- 1915: Ignatius Maloyan, armenisch-katholischer Erzbischof von Mardin
- 1918: Elise Prehn, deutsche Blumenmalerin
- 1921: Leonhard Ableiter, deutscher Gymnasiallehrer, Philologe und Präsident der Ministerialabteilung für die höheren Schulen
- 1921: Wilhelm Sievers, deutscher Geograph und Forschungsreisender
- 1923: Fritz Ebersold, Schweizer Redakteur, Schriftsteller und Bühnenautor
- 1923: Hugo III. Henckel von Donnersmarck, schlesischer Magnat, Jurist und Offizier
- 1924: Théodore Dubois, französischer Komponist
- 1926: Hans Thaler, österreichischer Gynäkologe und Geburtshelfer
- 1927: Ernst Moser, deutscher Schriftsteller und Buchhändler
- 1929: Gyula Andrássy der Jüngere, österreichisch-ungarischer Politiker
- 1932: Gustav Schneider, Schweizer Händler und Politiker

Hildegard Burjan († 1933)

- 1933: Hildegard Burjan, österreichische Sozialpolitikerin, Landtagsabgeordnete, Abgeordnete zum Nationalrat und Ordensgründerin der Schwesterngemeinschaft Caritas Socialis
- 1934: Lew Semjonowitsch Wygotski, russischer Psychologe
- 1935: Johannes Geffcken, deutscher Altphilologe
- 1936: Robert E. Howard, US-amerikanischer Fantasy-Schriftsteller
- 1937: José María Lacalle, spanischer Komponist
- 1941: Alexander Cameron Rutherford, kanadischer Politiker
- 1942: Herbert Baum, deutsch-jüdischer Widerstandskämpfer gegen den Nationalsozialismus (Gruppe Herbert Baum)
- 1944: Gertrud Grunow, deutsche Opernsängerin und Pianistin
- 1944: Vojtěch Preissig, tschechischer Maler und Grafiker
- 1948: Hugh M. Dorsey, US-amerikanischer Jurist, Politiker und Gouverneur des Bundesstaates Georgia
- 1949: Charles Brunet, französischer Autorennfahrer
- 1949: Koçi Xoxe, albanischer Politiker
- 1949: Oton Župančič, slowenischer Schriftsteller

#### 1951–2000
- 1953: Marcel Herrand, französischer Schauspieler
- 1955: Pierre Levegh, französischer Rennfahrer
- 1955: Marcel Samuel-Rousseau, französischer Komponist
- 1956: Corrado Alvaro, italienischer Schriftsteller
- 1959: Grantly Dick-Read, britischer Mediziner
- 1962: Else Kolshorn, deutsche Gewerkschaftlerin
- 1963: Friedrich Wagner, deutscher Archäologe
- 1963: Thích Quảng Đức, vietnamesischer Mönch
- 1964: Ace Harris, US-amerikanischer Pianist, Sänger, Arrangeur und Bandleader

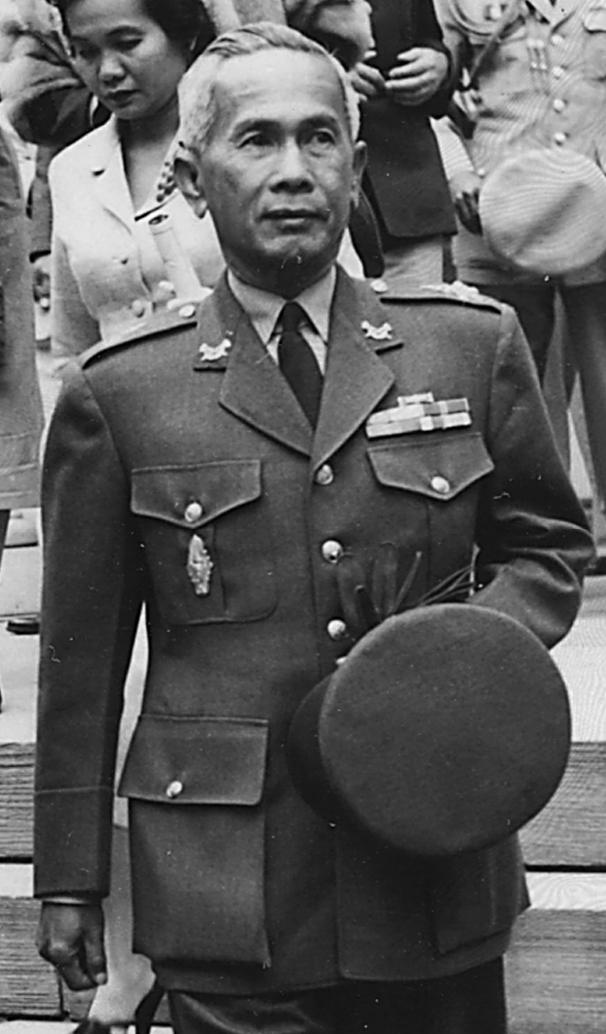
Plaek Phibunsongkhram († 1964)

- 1964: Plaek Phibunsongkhram, thailändischer Politiker und Feldmarschall, Ministerpräsident
- 1964: Richard Meister, österreichischer Altphilologe und Pädagoge
- 1966: Jimmy Davies, US-amerikanischer Automobilrennfahrer
- 1967: Ernesto Ruffini, italienischer katholischer Geistlicher, Bischof und Kardinal
- 1967: Wolfgang Köhler, deutscher Mitbegründer der Gestaltpsychologie und -theorie
- 1968: Otto Heinrich Greve, deutscher Politiker, MdB
- 1968: Justin Abraham Najmy, syrischer Bischof in den USA
- 1970: Earl Grant, US-amerikanischer Sänger und Gitarrist

Alexander Kerenski († 1970)

- 1970: Alexander Fjodorowitsch Kerenski, russischer Politiker
- 1970: Leonhard Koppelmann, deutscher Theater- und Hörspielregisseur und Autor
- 1971: Bert Ambrose, englischer Violinist und Bandleader
- 1972: Joakim Bonnier, schwedischer Formel-1-Rennfahrer
- 1974: Julius Evola, italienischer Kulturphilosoph
- 1975: Ralph B. Atkinson, US-amerikanischer Filmtechniker und Filmproduzent
- 1975: Floro Ugarte, argentinischer Komponist
- 1976: René Delacroix, französischer Filmregisseur
- 1976: Peter Pan, deutscher Kabarettist
- 1978: George Eyston, britischer Ingenieur, Rekord- und Automobilrennfahrer
- 1978: Ernst Paul, deutscher Politiker, MdB
- 1979: Loren Murchison, US-amerikanischer Leichtathlet

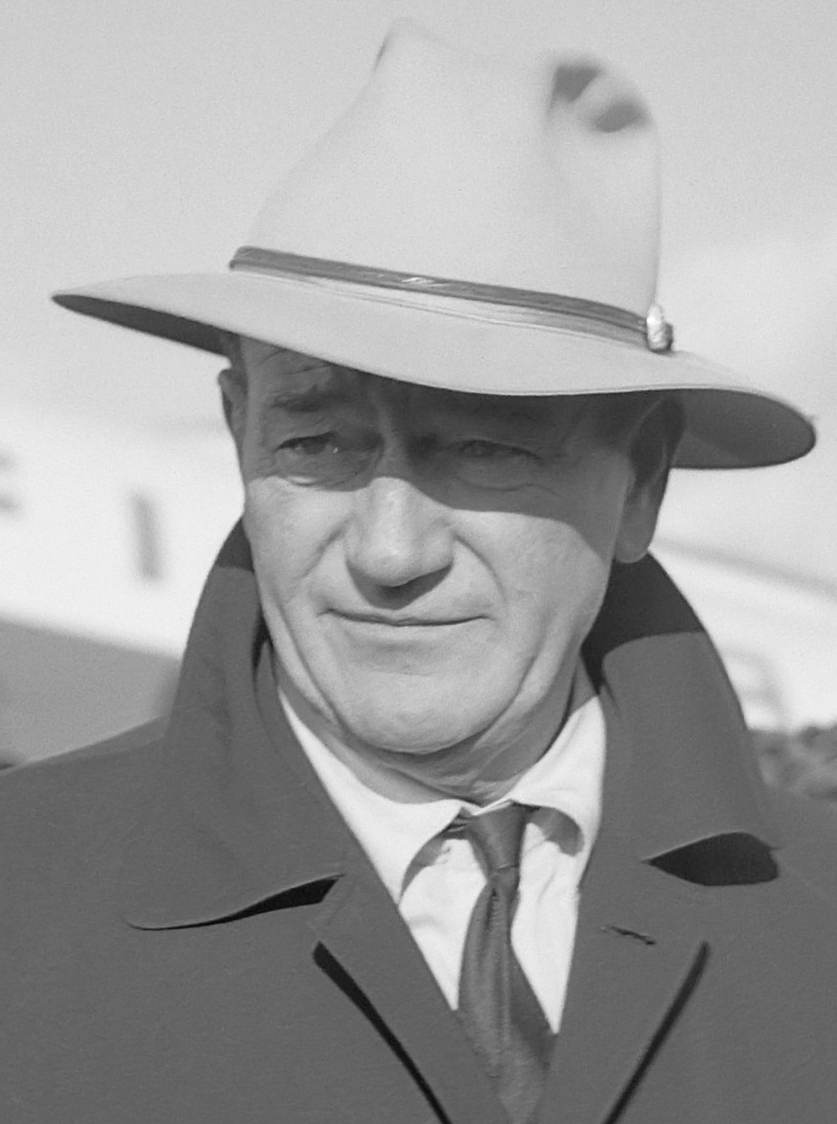
John Wayne († 1979)

- 1979: John Wayne, US-amerikanischer Schauspieler
- 1980: Bolesław Woytowicz, polnischer Komponist, Pianist und Musikpädagoge
- 1980: Ángel Sanz Briz, spanischer Diplomat
- 1984: Enrico Berlinguer, italienischer Politiker und Antifaschist
- 1984: Siegfried Balke, deutscher Chemiker, Manager und Politiker, Bundesminister
- 1986: Jim Trueman, US-amerikanischer Unternehmer und Automobilrennfahrer
- 1987: Alexander Lokschin, russischer Komponist
- 1988: Giuseppe Saragat, italienischer Politiker
- 1989: Conrad Baden, norwegischer Komponist und Organist
- 1990: Oldřich Nejedlý, tschechoslowakischer Fußballspieler
- 1991: John Vallier, englischer Pianist, Komponist, Musikpädagoge und Musikwissenschaftler
- 1993: Bernard Bresslaw, britischer Schauspieler
- 1993: Karel Effa, tschechoslowakischer bzw. tschechischer Schauspieler
- 1993: Friedrich Thielen, deutscher Politiker, MdBB

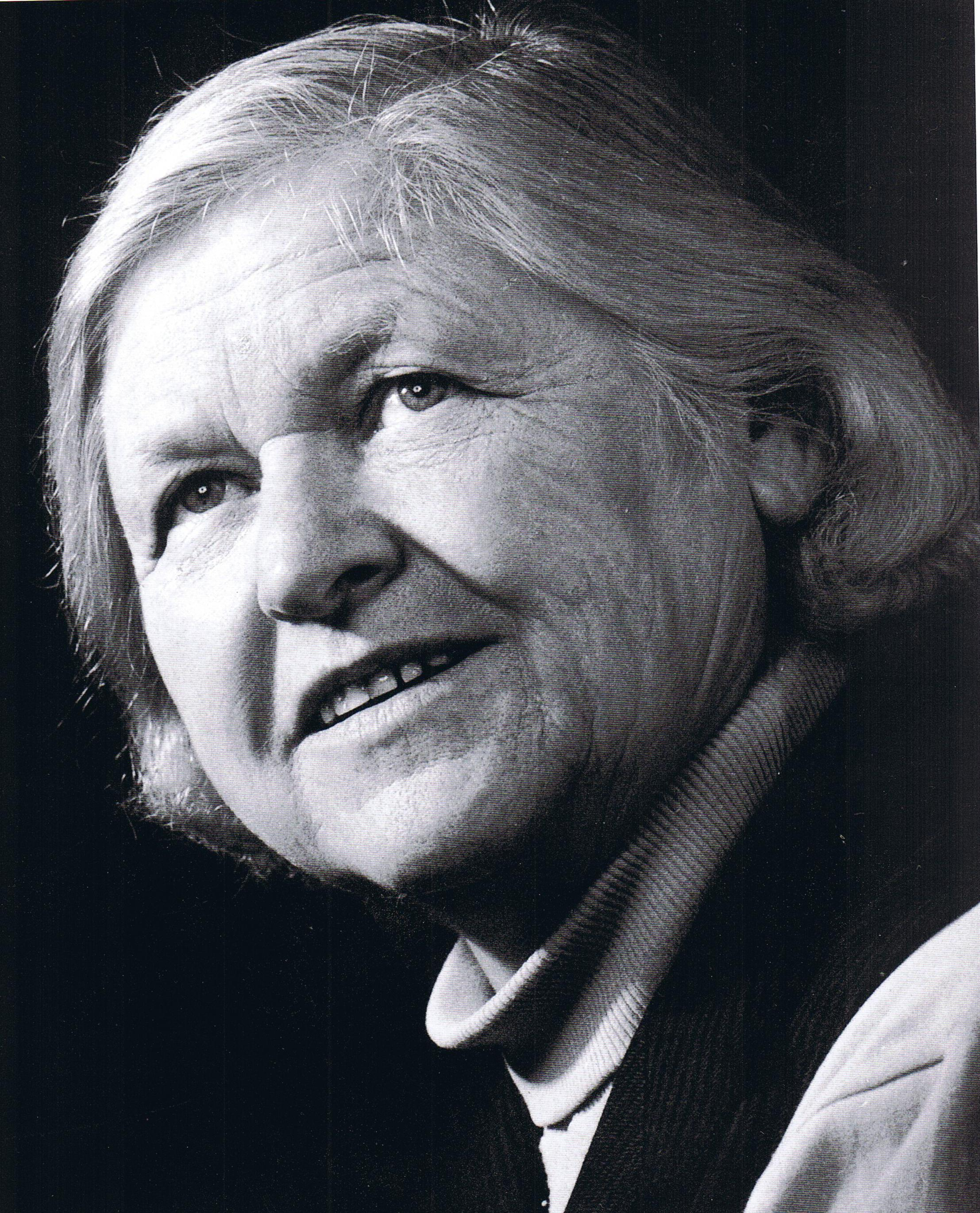
Margret Hofheinz-Döring († 1994)

- 1994: Margret Hofheinz-Döring, deutsche Malerin
- 1995: Giorgos Savvidis, griechischer Literaturwissenschaftler
- 1996: Brigitte Helm, deutsche Schauspielerin
- 1997: Jakob Nirschl, deutscher Bobfahrer
- 1998: Thomas Abernethy, US-amerikanischer Politiker, Mitglied des Repräsentantenhauses
- 1998: Gordian Landwehr, deutscher katholischer Ordenspriester
- 1999: Henri Chaix, Schweizer Jazzpianist, Orchesterleiter und Arrangeur
- 1999: DeForest Kelley, US-amerikanischer Schauspieler
- 2000: Réjane Cardinal, kanadische Sängerin

### 21. Jahrhundert
- 2001: Pierre Eyt, französischer Geistlicher, Erzbischof von Bordeaux
- 2001: Timothy McVeigh, US-amerikanischer Attentäter
- 2003: Trude Schiff-Löwenstein, deutsch-amerikanische Chirurgin
- 2004: Egon von Fürstenberg, Schweizer Modedesigner

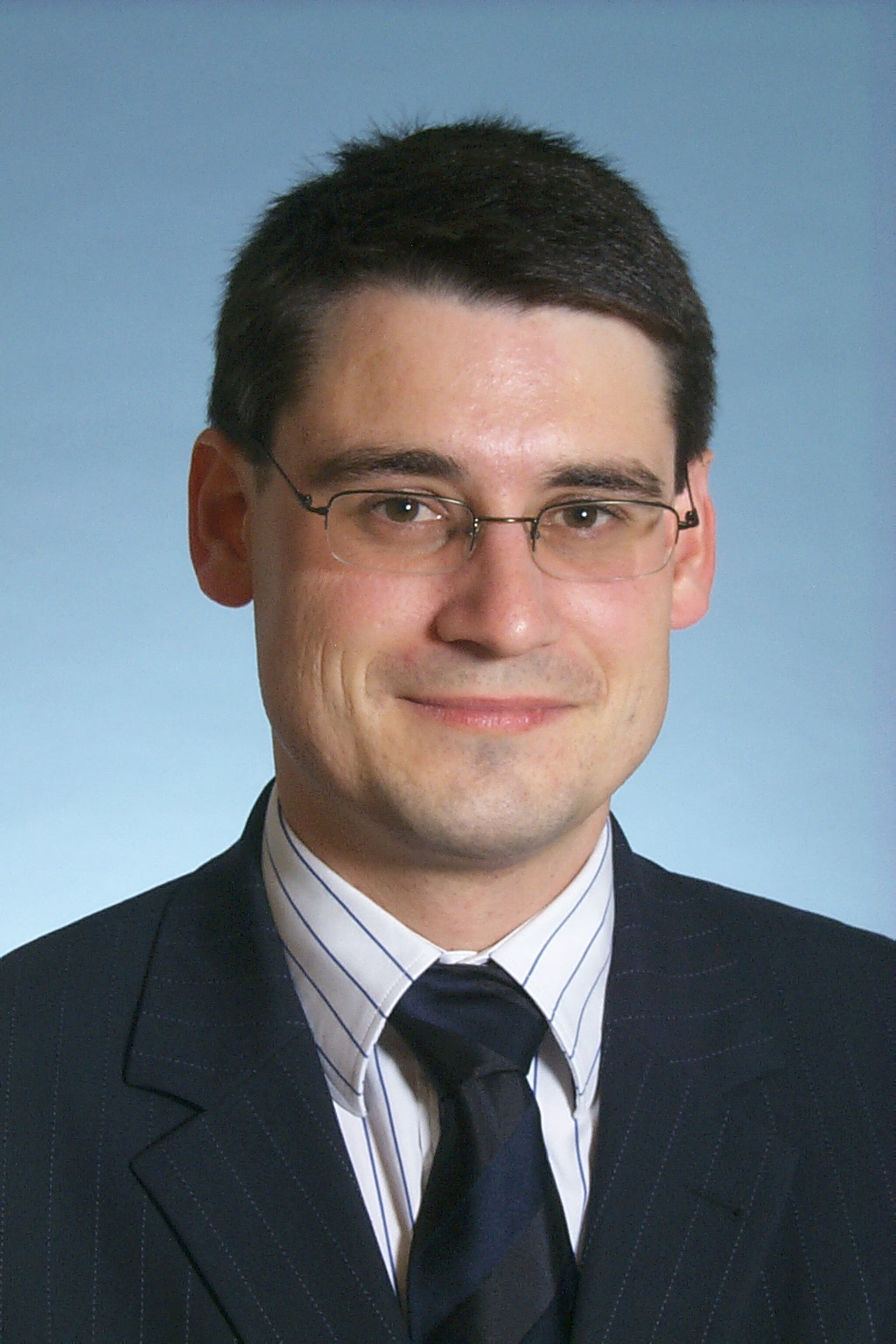
Mario Jeckle († 2004)

- 2004: Mario Jeckle, deutscher Informatiker
- 2005: Michael Raith, Schweizer Politiker, Historiker, Theologe und Autor
- 2005: Juan José Saer, argentinischer Schriftsteller
- 2005: Vasco Gonçalves, portugiesischer General und Politiker
- 2006: Rolande Falcinelli, französische Komponistin, Pianistin, Musikpädagogin und Organistin
- 2008: Ove Andersson, schwedischer Rallyepilot
- 2008: Adam Ledwoń, polnischer Fußballspieler
- 2008: Robert Suter, Schweizer Komponist und Pianist
- 2009: Marian Goliński, polnischer Politiker
- 2009: Jürgen Gosch, deutscher Theaterregisseur
- 2011: Peter Brakelmann, deutscher Politiker, MdL
- 2011: Ernst-Otto Schlöpke, norddeutscher Heimatschriftsteller
- 2012: Raymond Eid, syrischer Alterzbischof
- 2012: Hermann Fischer, deutscher evangelischer Theologe
- 2012: Teófilo Stevenson, kubanischer Boxer
- 2013: Miller Barber, US-amerikanischer Profigolfer
- 2013: Robert Fogel, US-amerikanischer Ökonom, Nobelpreisträger
- 2014: Michel Darbellay, Schweizer Alpinist

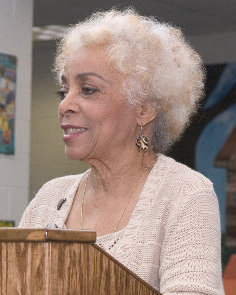
Ruby Dee († 2014)

- 2014: Ruby Dee, US-amerikanische Schauspielerin und Bürgerrechtlerin
- 2014: Rafael Frühbeck de Burgos, spanischer Dirigent

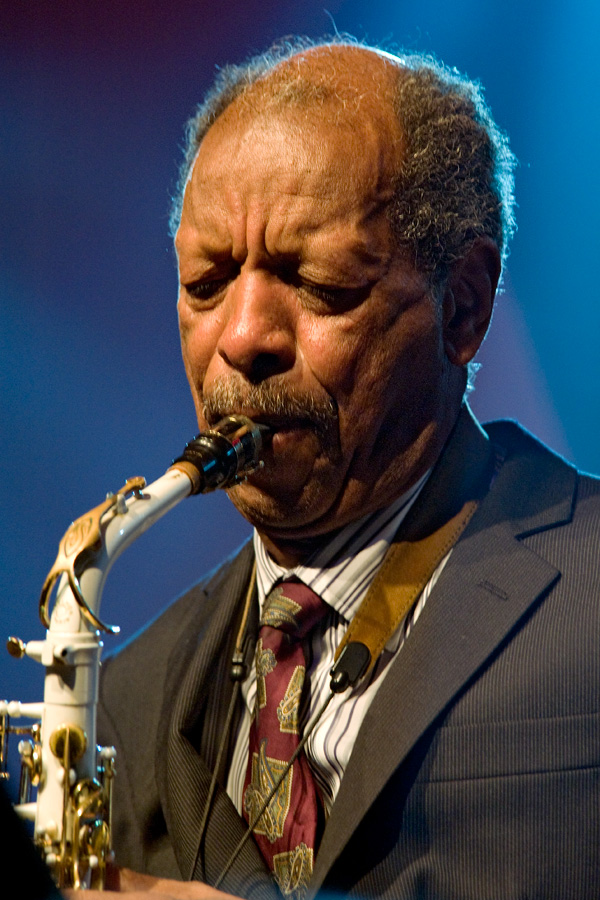
Ornette Coleman († 2015)

- 2015: Ornette Coleman, US-amerikanischer Jazzmusiker
- 2015: Ron Moody, britischer Schauspieler
- 2015: Dusty Rhodes, US-amerikanischer Wrestler
- 2016: Rudi Altig, deutscher Radrennfahrer
- 2016: Trudi Roth, Schweizer Schauspielerin und Kabarettistin
- 2017: Alexandra Kluge, deutsche Schauspielerin und Ärztin
- 2017: Ernst Triebel, österreichischer Organist und Dirigent
- 2018: Erich Meuthen, deutscher Historiker
- 2018: Josef Pointner, österreichischer Autor
- 2019: Gabriele Grunewald, US-amerikanische Leichtathletin
- 2019: Billy McKee, nordirischer politischer Aktivist
- 2020: Emmanuel Issoze-Ngondet, gabunischer Politiker
- 2020: István Nagy, ungarischer Komponist, Pianist, Dirigent und Musikpädagoge
- 2021: Jürgen Liminski, deutscher Journalist und Publizist
- 2021: Surat Singh Mathur, indischer Marathonläufer

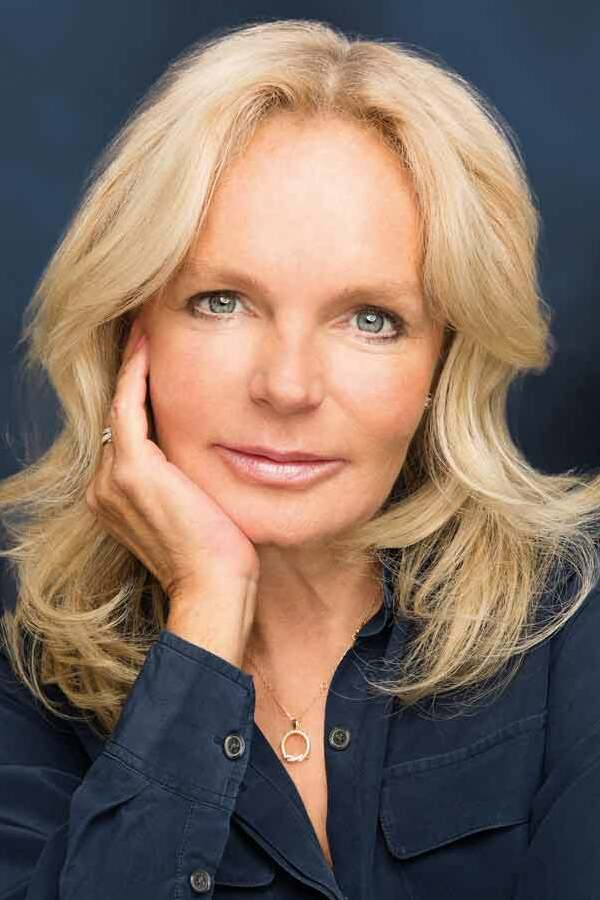
Lucinda Riley († 2021)

- 2021: Lucinda Riley, nordirische Schriftstellerin
- 2021: Sara Wedlund, schwedischer Leichtathlet
- 2022: Peter Reusse, deutscher Schauspieler
- 2023: Jean Wicki, Schweizer Bobfahrer
- 2024: Françoise Hardy, französische Sängerin, Texterin, Komponistin und Schauspielerin
- 2024ː Heike Schweitzer, deutsche Juristin und Hochschullehrerin
- 2024: Enno Walter, deutscher Brigadegeneral
- 2025: Tetsuo Satō, japanischer Volleyballspieler

## Feier- und Gedenktage
- Kirchliche Gedenktage
  - Hl. Barnabas, römischer Märtyrer und Bischof (evangelisch, anglikanisch, römisch-katholisch, orthodox, armenisch)
- Namenstage
  - Barnabas

Weitere Einträge enthält die Liste von Gedenk- und Aktionstagen.